# Deontología profesional periodística
La deontología profesional periodística es un orden normativo que afecta a la actividad periodística. Está formado por un conjunto de normas o principios generales que, en determinadas circunstancias, se sienten como obligatorias. También desarrollan esta función reguladora, entre otros, el derecho y la moral.
Más concretamente, podría decirse que un código deontológico es un conjunto de normas específicas de la profesión que pretenden regular el actuar  profesional de un informador en el ámbito periodístico. Están basadas en dos principios básicos: la responsabilidad social y la veracidad informativa. Además, exigen del corresponsal un continuo reciclaje y autoperfeccionamiento profesional.
Otra definición de deontología alude a "un conjunto sistemático de normas mínimas que un grupo profesional determinado establece y que refleja una concepción ética común mayoritaria de sus miembros. Es como una objetivación de los distintos conceptos ético-profesionales subjetivos, que estarán más o menos de acuerdo con su entorno social. Para que tenga vigencia no puede oponerse a las concepciones éticas individuales".

## Introducción
Existen polémicas y controversias en torno a la idea de si el periodismo es o no una profesión. Hay quien sostiene que se trata de un oficio. Esta discusión ha estado siempre presente y, en la actualidad, con la intrusión de muchas personas ajenas al periodismo y sin una titulación propia, se ha avivado. Pero, a efectos teóricos, esta discusión resulta irrelevante.
Es preciso que el periodista sienta la necesidad moral de realizar el trabajo de acuerdo a unos requisitos de honestidad intelectual fuera de toda razonable sospecha; es aquí cuando surge la necesidad personal de acudir a los principios éticos más unánimes de los códigos deontológicos de la profesión:
El código deontológico de la profesión se define como “normas voluntarias de conducta” que señalan “cuál debe ser el camino correcto en la profesión” (Villanueva, Ernesto). Uno de los valores es el ya mencionado de “honestidad profesional en cuanto a la objetividad. Empezando a enumerar principios éticos generales, insistimos también en el grupo derivado de la demanda de libertad de opinión contra la misión del Estado de proteger tanto a la privacidad como a lo público - estos son los principios menos morales y más interesados -. Y por último los que se centran en la talla moral y la responsabilidad social de la figura del periodista. Sobre esto tenemos las palabras de Kapuscinski:

Un periodista debe ser un hombre abierto a otros hombres, a otras razones y a otras culturas, tolerante y humanitario. No debería haber sitio en los medios para las personas que los utilizan para sembrar el odio y la hostilidad y para hacer propaganda. El problema de nuestra profesión es más bien ético
(Villanueva)

Como resumen más simplificado tenemos la declaración de principios básicos de la Federación Internacional de Periodistas. En ella se destaca el “respeto a la verdad” y a la libertad de prensa, la condena de la información oculta y la falsificación de documentos, el uso de métodos justos para conseguir noticias, la obligación de rectificar y desmentir la información que resultase falsa y el secreto profesional.
Si la deontología solo se justifica mediante la utilidad legal y a una fachada ética -ornamental- solo queda la salida del cinismo o de la resignación. Es más, el periodista tendría que renunciar, por la imposibilidad de la lucha, a su ética personal primero, y participar en el doble juego de aceptar la autoridad del libro de estilo para defenderse y luego ignorarla cuando la agresividad para escribir la noticia es necesaria, pero no justa. O también se convertiría en un profesional sin escrúpulos y es consciente de su mezquindad moral a la que se enfrenta con cierto sarcasmo y resentimiento.
El problema reside en que la ética no es lo primordial en la profesión. Antes priman los intereses económicos de cada medio de comunicación, sus simpatías, su situación de privilegio en una sociedad informatizada, el propio tratamiento “presentista” de la actualidad (“noticias de usar y tirar”) y la tecnología. Esto último es ilustrado en las palabras de Wolton: “No hay distancia entre información y voyeurismo cuando la ideología técnica se impone a la ética de la información”.
César Coca, Doctor en Periodismo por la Universidad del País Vasco y licenciado en Ciencias de la Información y en Ciencias Políticas y Sociología, asume que la implantación de códigos éticos en los medios de comunicación españoles eran un fenómeno reciente, en 1997, y todavía no eran muchos los que los tenían. Estos códigos, en sus aspectos básicos, guardan un notable parecido con otros en vigor en todo Occidente, al regular todo lo relativo a la intimidad, el honor, la relación con la fuente periodística y la incompatibilidad de algunas actividades con la función informativa. No obstante, quedaban notables lagunas en cuanto a quién está encargado de hacer cumplir esos códigos así como la sanción para quien los vulnere. También había sensibles diferencias en algunos aspectos concretos si se comparan los relativos a los medios escritos con los de los audiovisuales.

## Origen y evolución histórica

### Evolución general
Como base para hablar de la existencia de un código deontológico a lo largo de la historia se parte de dos supuestos:
1. La capacidad cultural de codificar normas de conducta. Se remonta al surgimiento de las grandes civilizaciones de la Antigüedad, aunque la existencia del periodismo como tal aún está muy lejos
2. La existencia de una actividad profesional que se plantee las normas morales propias de esa actividad.

El juramento hipocrático se considera el primer ejemplo de un código deontológico. En este código se recogen una serie de obligaciones que debían cumplir los médicos, como la conservación de la vida del paciente o la salvaguardia de su intimidad.
La declaración de principios de Benjamin Harris publicada en 1690, Publick Occurrences Both Forreign and Domestick(en), se considera el primer antecedente de un código deontológico del periodismo y el primer periódico americano. Su primer -y único- número, con lo que la categoría de "periódico" perdería sentido, lo abría Harris con una declaración de los compromisos que iban a guiar su actividad editora y periodística:
- Recoger y difundir las noticias con veracidad y exactitud
- Acudir a las fuentes
- Corregir los errores
- Evitar la difusión de falsos rumores

Aunque esta declaración no constituye un código deontológico en sentido estricto, si que anticipaba las obligaciones que han venido figurando posteriormente en todos los códigos del periodismo.
El primer código del periodismo fue el de la Asociación de Editores de Kansas en 1910. En 1913 la Federación de Asociaciones del Gremio de la Prensa de EE.UU. adoptó el «Credo de la Prensa Industrial», orientado a mejorar los estándares éticos de la prensa americana, a partir de la colaboración de propietarios, anunciantes y directores.
A este código le seguirían la «Declaración de principios y Código de práctica de Missouri», adoptado en 1921 o el «Código de ética del periodismo de Oregón», en 1922.
Un año después, la recién creada ASNE (Sociedad Americana de Editores de Periódicos) adoptó su famoso código «Cánones del Periodismo», uno de los más conocidos e influyentes, y vigente hasta 1975 cuando pasó a ser la «Declaración de Principios de la ASNE». En 1926 se redacta el SPJ, Código de Ética, primer código norteamericano promovido por un colectivo de periodistas y que continúa siendo hoy en día el más reconocido entre los profesionales de EE.UU y que ha sido revisado varias veces.
Por lo que se refiere a Europa, en 1918 el Sindicato Nacional de Periodistas de Francia adoptó la «Charte des devoirs professionnels des journalistes français», revisado en 1923 y 1938; y en 1964, cuando sirvió de base a un nuevo código más completo.
En las primeras décadas del siglo se aprobaron también una serie de códigos en los países escandinavos.
El primer código de radio se remonta a 1928 y fue adoptado por la Asociación Nacional de Radiodifusores de EE.UU.
En 1937 vio la luz el primer código de la publicidad, promovido por la Cámara de Comercio Internacional y que influiría posteriormente en la legislación publicitaria de diferentes países. En la actualidad lleva el nombre de «Código Internacional de Práctica Publicitaria».
Hasta el fin de la Segunda Guerra Mundial el fenómeno de los códigos fue minoritario, desconocido para la opinión pública occidental e incluso para los mismos periodistas. Sin embargo, al acabar el conflicto se produjo:
- una toma de conciencia general del papel que los medios de comunicación en la sociedad.
- de su enorme capacidad para influir en el desarrollo de los acontecimientos.
- de la necesidad de que ellos y sus profesionales asumiesen determinadas responsabilidades.
- la aparición de códigos de carácter internacional.

Esto dio gran impulso a los códigos deontológicos y a partir de los años cincuenta y sesenta se generalizan los códigos, que ya no se limitan solo a Europa y EE.UU. A esta generalización contribuyó el proceso descolonizador de mediados de siglo y la tensión de la guerra fría, ya que los códigos fueron usados como mecanismo paro reforzar la identidad cultural y política de los dos bloques. Esta instrumentalización política ha hecho que mucho de estos códigos hayan dejado de tener sentido con los cambios políticos o sociales de los últimos años.
En los años setenta se produjo un incremento en las iniciativas de carácter internacional. Así, en 1971, los sindicatos de periodistas de la Comunidad Económica Europea —formada entonces por 6 miembros—, junto con los de Suiza y Austria, aprueban una Declaración de deberes y derechos de los periodistas, conocida como la «Carta de Munich», que recibiría el visto bueno tanto de la Federación Internacional de Periodistas (FIP) como de la Organización Internacional de Periodistas (OIP). La novedad de este documento radicaba en que recogía no solo los deberes sino también los derechos de los profesionales del periodismo.
En los ochenta, el documento de más importante fue aprobado por la Unesco en el año 1983, con el nombre de «Principios Internacionales de Ética Profesional del Periodismo»; hasta ahora el intento más consistente de crear un código mundial de ética periodística. Los antiguos códigos fueron actualizados, pero lo más llamativo fue la aparición de códigos internos en los propios medios y agencias y grupos multimedia.
Ya en los noventa se ha producido una auténtica eclosión de nuevos códigos. Hay varias razones, políticas y mediáticas:
- el cambio político en los antiguos países del Este ha hecho necesario introducir cambios en sus códigos para tratar de hacer frente a sus deficiencias en libertad de expresión, pluralidad y ética periodística.
- las eclosión de nuevas tecnologías han planteado nuevas cuestiones relacionadas con la intimidad, la manipulación y la propiedad intelectual.

En un futuro cercano, es previsible que se produzcan novedades en lo que se refiere a poscódigos de los medios audiovisuales y la aparición de códigos de medios de Internet.
Hoy en día, la opinión pública se muestra más sensible hacia la existencia de los códigos deontológicos, que han dejado de ser una preocupación exclusiva de periodistas y editores.

### El Informe Hutchins
En el año 1942, el responsable de la revista Time, Henry Luce, consciente de la desviación que había sufrido el periodismo, reflexiona sobre la realización de un estudio y un informe centrado en la situación de los medios de comunicación en ese momento. Para la elaboración de este trabajo pidió la colaboración del rector de la Universidad de Chicago, Robert Hutchins, quien, rodeado de expertos en Ciencias Sociales, plasmó sus conclusiones en Una prensa libre y responsable (1947). En este trabajo expone la situación de la prensa en los Estados Unidos y propone soluciones para aquellos puntos criticables. Uno de los puntos más destacados se centraba en la necesaria intervención gubernamental para solucionar los problemas que se enumeraban en el trabajo. La prensa rechazó el informe y fue este punto el que mayor rechazo suscitó en la prensa norteamericana.
En el año 1902 Joseph Pulitzer, consciente de los malos derroteros que estaba siguiendo el periodismo, creó la Escuela de Periodismo de la Universidad de Columbia en Nueva York. El objetivo de esta escuela era el siguiente:
a) elevar la calidad periodística;
b) establecer parámetros de comportamiento;
c) dignificar la profesión;
d) mejorar las relaciones con la sociedad.
En cierto modo era elevar la profesión periodística al rango universitario y lograr así un enfoque más profesional.
El informe Hutchins dio lugar a una teoría, a una doctrina: Teoría de la Responsabilidad Social de la Prensa. Configuración teórica de una primera doctrina donde se reflejaba la enorme influencia de la prensa para dirigir la opinión pública a favor de los dirigentes del medio. De esta teoría, surgirá con posterioridad, el concepto de Responsabilidad Social de los Medios.

### El Informe McBride
El revuelo del informe Hutchins se prolongó muchísimo tiempo. Aun así, en 1979, la Unesco, consciente de esta situación desigual en la que la información estaba controlada por las grandes empresas de comunicación, en la que siempre se hablaba de los mismos asuntos y de los mismos países, encarga otro informe: Un solo mundo, voces múltiplesconocido habitualmente como Informe MacBride (Informe McBride). Dicho informe fue realizado en 1980 por el irlandés Sean McBride quien, al igual que Hutchins, se rodeó de una serie de expertos en el mundo de la comunicación para elaborar su trabajo. En él se recogen todos los delitos del poder que atentan contra el periodismo e incluye un aspecto novedoso: los derechos y deberes del periodista.
Distintos países participaron en el desarrollo de este informe que supuso una radiografía de la comunicación mundial en los años 70.
Entre los deberes, hay tres puntos que coinciden en los dos informes (Hutchins-McBride):
a) responsabilidad social de los profesionales que implica una serie de obligaciones hacia la opinión pública. Ya el informe Hutchins establecía que había que diferenciar lo que es información de lo que es opinión; es aquí donde se instaura esa responsabilidad social;
b) el periodismo ha de respetar las leyes para no vulnerar los derechos de los ciudadanos;
c) necesidad de asumir la responsabilidad contractual con nuestra empresa.
Ambos informes marcan así un antes y un después en la labor periodística desde el punto de vista deontológico, y se trataba de imponer un nuevo orden en el mundo de la comunicación internacional.
Desde la perspectiva del Informe MacBride, la libertad de expresión carente de responsabilidad es un paso a la distorsión de la realidad, pero es también inconcebible un periodismo ausente de
libertad. Para el Informe, la "libertad con responsabilidad incluye relación con la ética profesional, acercamiento a los hechos, situaciones o procesos con la debida atención a sus aspectos diversos"

### En los últimos años...
Las consecuencias del informe McBride afectaron a todos los países. Esas consecuencias se observaron en la reflexión que se hizo en el ámbito europeo donde se vinculó la praxis profesional al servicio público. Tanto las empresas periodísticas privadas como públicas empezaron a asumir la responsabilidad como profesionales de la comunicación que deben funcionar como un servicio público.
Desde que en el siglo XX se consolidara el concepto de opinión pública como el sentir mayoritario de una población sobre un asunto que afecta a la colectividad social, se toma conciencia de la relevancia que tienen los medios de comunicación como transmisores de los problemas de la comunidad. De ahí que fuera necesaria la regulación de la actividad profesional. Con ello, en los años 80 se alcanza un periodo de relativa estabilidad favorable a la consagración de nuevos valores que motivaron una revisión de los códigos existentes. Durante la década de los 90 surge una preocupación en torno a los problemas sociales y por las nuevas amenazas para la democracia como corrupción, racismo, terrorismo, etc. Esto ha motivado una renovación de los códigos que sigue abierta debido a los problemas vigentes que plantean la excesiva concentración de medios en las corporaciones internacionales, la competencia agresiva, etc.
Dado el auge de Internet en los últimos años cabe esperar la aparición de nuevos códigos que regulen este ámbito: relaciones, manera de proceder, etc.

## Una forma de regular la profesión
La actividad periodística tiene como objetivo fundamental la misión de ofrecer a la ciudadanía información veraz, objetiva y plural, erigiéndose como un instrumento necesario, un pilar –además de una consecuencia lógica-, rector de una sociedad democrática. El ejercicio del periodismo se garantiza y se protege en los presupuestos constitucionales básicos de la libertad de información y de expresión. La cláusula de conciencia es también un mecanismo que garantiza la libertad de pensamiento y protege el reducto esencial de la independencia crítica del juicio profesional.
Debe tenerse presente que la actividad periodística está regulada, principalmente, por tres grandes órdenes normativos, que son el derecho, la normativa de la deontología profesional y la moral. Por tanto, la deontología profesional y los códigos éticos se nutren de diversas fuentes: De la ética para la justificación teórica; de la moral y del derecho. La deontología, por tanto, es un puente entre la ética y el derecho.
Quienes desempeñan la profesión periodística están sujetos a responder ante la sociedad con elevados niveles de competencia técnica, que les lleven a poner todo su saber y diligencia en sus acciones. Para ello, el periodista tiene que asentar previamente las bases de su profesión, exigiendo medios y condiciones laborales que le permitan desarrollar el periodismo de manera libre y responsable. Esos buenos hábitos construyen racionalmente el "quehacer" profesional, y con el tiempo y el consenso formarán los principios que pasarán a ser parte de la “deontología”, del “deber ser".
La ética periodística proporciona una ayuda gracias a la cual, los errores individuales pueden ser corregidos sin poner en peligro el objetivo de la comunicación y la información libres: proveer de conocimiento al público. Los profesionales del periodismo deben guiar su "quehacer" profesional por normas sistemáticas, dado que solo así serán útiles para la sociedad de forma ética, responsable y constructiva.
Sin embargo, el ejercicio profesional del periodismo supone, en ocasiones, un campo de problemas y de dilemas éticos. Son frecuentes las situaciones en las que entran en colisión las creencias y valores personales, es decir el código moral individual, con los requerimientos de otros órdenes normativos que regulan, al tiempo, esas mismas situaciones. Para jerarquizar la escala de prioridades, en la elección siempre han de primar los criterios morales propios y personales. Aquí entran en juego los valores individuales ya que el profesional, además de periodista, es persona.
La moral, como orden regulador del periodismo, debe ser entendida a este respecto desde dos dimensiones. Existe una moral social vigente o positiva que impone unos parámetros a la actividad periodística, pero, acompañada de ésta –y en buen número de ocasiones enfrentada- está la moral crítica, un concepto con diferentes dimensiones semánticas. En su primera acepción, la moral crítica se equipara a la moral autónoma o individual, opuesta a la moral heterónoma que nos es dada por imposición social. El ejercicio de la profesión periodística, desde el prístino proceso de búsqueda del hecho noticioso y de la relación con las fuentes hasta la impresión del enfoque de la noticia y la decisión última de la publicación, pasando por todo el proceso del tratamiento de la información, requiere de una constante reflexión moral interna o individual, autónoma de los preceptos de los tres grandes órdenes normativos que regulan la profesión periodística. La moral social vigente guía el ejercicio periodístico, pero no lo condiciona hasta el punto contraproducente y degenerativo de la tiranía. La existencia de una moral crítica no solo es necesaria a nivel corporativo en la profesión, como un proceso necesario de continua revisión y de progresión del periodismo en su función social, sino que también debe ser inherente, a nivel individual, al ejercicio de cada profesional. La moral crítica también debe entenderse en este sentido como la reflexión crítica de los contenidos de una moral correcta, en oposición a la moral heterónoma. El revisionismo moral es una necesidad inherente a la profesión periodística, sobre todo por la función fundamental que desempeña de información de la sociedad en la articulación instrumental del Estado de derecho. Puede concebirse conceptualmente la existencia de una moral crítica desde el corporativismo del colectivo de los periodistas en general, y desde la reflexión y el revisionismo activo a nivel individual del profesional, autónoma sobre la moral heterónoma, en aras del progreso y de la funcionalidad social de la profesión, y, en un segundo estadio, a favor de la evolución de la propia moralidad. El periodismo no puede obviar la moral positiva o vigente en la sociedad, pero tiene la responsabilidad de trascenderla para contribuir activamente en su proyecto de mejora.
En cuanto a la moral, podemos añadir una serie de observaciones explicativas que ayudan a entender mejor el concepto. El objeto (de lo que se ocupa) la moral son acciones humanas y libres. Se refiere a que detrás de cada acción calificada como moral existe una voluntad o finalidad. La idea de libertad se relaciona con el concepto de responsabilidad moral. Supone que quien realizó una acción, lo hizo voluntaria y conscientemente (voluntariedad y conciencia son los requisitos de una acción para luego atribuir al sujeto de la misma, sus consecuencias).
Otra observación es la de que las normas morales tienen, en última instancia, un origen social. Cuando ponemos a veces en cuestión las normas dadas o heredades, es para validarlas. La propia rebeldía moral de esas normas, sirve para reconocerlas. Incluso las críticas morales, tienen un marco social. Por otro lado, las morales están afectadas y varían según las culturas, como formas de relacionarse entre las personas. Distintas culturas, tienen distintas normas morales. Incluso dentro de una misma cultura, varían las normas según el tiempo y el espacio, a lo largo de la Historia. Existe una especie de "relativismo cultural" (las normas morales son relativas en cada cultura; esto deriva de que la moral es social). Y, por último, en el seno de una misma cultura, existen diferentes normas morales. Las culturas, aunque desde fuera puedan parecer homogéneas, no lo son. Dentro de ellas existen diversas normas y criterios morales. Lo que se llamaría "pluralismo moral".
Con el tiempo se fue abriendo paso en el ámbito profesional, en general, y en el periodístico, en particular, la idea de que junto a las normas jurídicas y las morales era conveniente el desarrollo de una cierta operativa de autocontrol por parte de los propios profesionales, una deontología profesional. Esta es una de las claves que explica la existencia de los códigos deontológicos en el mundo profesional. Aunque dichos códigos y patrones de conducta profesional tampoco resuelven, en la práctica, todas las posibles situaciones problemáticas desde un punto de vista ético.
La regulación simultánea de la materia periodística por parte de diversos órdenes normativos genera en la práctica la posibilidad de colisión. Únicamente puede hablarse de conflicto cuando el profesional no puede ajustar su comportamiento, simultáneamente, a los mandatos o exigencias de diferentes ordenamientos que regulan de facto una materia dada. La simple regulación de la misma materia por diversos órdenes normativos no se traduce, necesariamente, en una situación conflictiva. Al hablar de distintos órdenes que regulan la profesión periodística y que pueden entrar en conflicto, nos referimos al Derecho, la Deontología y la Moral. Estos tres órdenes normativos pueden solaparse y en ocasiones cabe la posibilidad de que haya contradicciones.Para que exista un conflicto entre estos órdenes tiene que ser imposible cumplir con los mandatos de uno de ellos, o con los tres órdenes a la vez. Se debe evitar que estos conflictos se produzcan.
Todas las profesiones requieren para su ejercicio de una ética, es por esto que los profesionales están sometidos a ciertos controles, en cuanto al cumplimiento de los códigos éticos propios de su actividad por parte de los colegios profesionales. En España, por ejemplo, el del Colegio profesional de periodistas de Galicia, el del Colegio de periodistas de Cataluña o el Colegio de periodistas de Valencia.
Para algunos autores, la ética y el cumplimiento de las normas deontológicas a las que se adscriba cada profesional son básicas para el periodismo. Sin embargo, la ética para estos expertos no es algo externo a la formación sino que el ejercicio de la profesión periodística requiere una base educativa específica, ya que la ética no tiene por objeto suplantar la libertad, sin que intenta fomentar el ejercicio responsable. El obligado ético del profesional del periodismo es satisfacer el derecho de la sociedad a recibir la mayor cantidad y calidad de información. Eso se hace posible con la ética de los principios. El deseo de investigar la verdad y de darla a conocer es uno de los fundamentos morales del periodismo libre. La moralidad pues obliga al periodista.
Este conjunto de normas éticas que el periodista debe cumplir como base para la elaboración de un producto periodístico de calidad informativa y moral, necesita fundamentarse en una formación deontológica que sería difícil que otro profesional pueda desempeñar. En estas premisas sustentan algunas de la voces favorables a la colegiación y la exigencia del estudio de la licenciatura de periodismo para ejercer como tal.
Ahora bien, estas normas son solo aplicables a la actividad periodística. Las diferencias entre los distintos oficios y el papel que desempeñan sus colegios profesionales, afecta al grado de coercibilidad de sus normas deontológicas y al contenido de las mismas.
Desde sus inicios, el código deontológico se presentó como una necesidad de estructurar la actividad periodística y dotarla de ciertas normas que la regulasen.
En la práctica periodística destacaremos los siguientes:
- Código Deontológico de la Fape Archivado el 2 de junio de 2013 en Wayback Machine.
- Comisión de Quejas y Deontología: Es un órgano de autocontrol relativo a la deontología periodística que pretende favorecer el entendimiento y el arbitraje entre profesionales del periodismo. Actúa como autoridad moral garantizando así el cumplimiento del Código Deontológico de las asociaciones de prensa españolas y sus afiliados, que voluntariamente la aceptan.
- Código Europeo de Deontología del Periodismo

## Colegiación
Los Colegios profesionales son corporaciones de Derecho Público compuestas por personas con intereses comunes a las que se encomiendan funciones de provecho social. Por tanto, la existencia de intereses privados de profesionales no legitima el uso de esta figura.
Solo la protección de intereses públicos relevantes pueden ser objeto de la actividad de los Colegios Profesionales. Por tanto solo las profesiones que requieren titulación y que cumplen funciones de trascendencia social pueden crear un Colegio profesional.
En el caso del periodismo, la colegiación no resulta obligatoria para el ejercicio de la profesión. De este modo, las normas deontológicas recogidas en los diversos códigos ordenan el ejercicio de la profesión en términos admonitorios, pero sin posibilidad de sanción institucionalizada en caso de incumplimiento. No son normas con carácter coercitivo (entendido desde el Derecho). Las sanciones a las que puede enfrentarse un periodista que incumpla con las normas deontológicas de la profesión son de tipo social: desprestigio, pérdida de credibilidad, exclusión del grupo...
La falta de colegiación y adopción de un código deontológico común provoca el ejercicio libre de los periodistas, que actúan bajo los dictados de su propia moral. La regularización de la profesión implicaría eliminar situaciones de conflicto social, como es el caso de las faltas cometidas ante la incorrecta utilización del derecho a la "libertad de expresión", "secreto en relación a las fuentes utilizadas"...
La existencia de varios códigos deontológicos periodísticos deja entrever la falta de unanimidad de criterio a la hora de elaborarlo. Si bien es cierto que todos atienden a los mismos aspectos, también lo es que no lo hacen de la misma forma. Todo ello es una muestra de la incapacidad de encontrar una solución única y válida que satisfaga tanto a los periodistas como a la sociedad. La profesión periodística, y por tanto sus códigos deontológicos, conlleva una especial dificultad a la hora de confirmar una serie de normas a seguir, ya que los periodistas, al realizar su trabajo, están desempeñando una labor social.
Por otra parte, existen aspectos comunes que recuerdan que es posible establecer unas normas universales. Por ejemplo, todos los códigos deontológicos defienden el derecho a la información veraz y la necesaria rectificación de informaciones erróneas, a la vez que condenan las injurias y calumnias. Por ello, los principios considerados básicos del periodismo se encuentran recogidos de manera unánime en los diferentes códigos de la profesión.
La libertad es el contexto privilegiado en el que afloran y se desarrollan más eficientemente la vida social y profesional. Ahora bien, dado que sería impensable conciliar el ejercicio de la libertad individual y extrema con los requerimientos del bien común o incluso con la propia viabilidad de la vida social, ha de haber alguna instancia que organice, favorezca y límite dicho ejercicio, mediante la promulgación de unas leyes que marquen y garanticen las normas del juego, un código deontológico. Sobre este particular, no parecen existir controversias entre los profesionales. Tampoco parece suscitar controversias la creación de colegios profesionales en el ámbito de la actividad periodística, que velen por la ética y la dignidad profesional y por el respeto debido a los derechos de los particulares y que ejerza la facultad disciplinaria en el orden profesional y colegial (Ley de colegios profesionales). Ahora bien, tema bien distinto es el de la colegiación obligatoria.
La colegiación, por lo demás, es fuertemente cuestionada por los sidicatos del sector, que prefieren hablar de "trabajadores de prensa" antes que de "periodistas". Mo se trata de una cuestión semántica sino de algo de fondo, ya que las organizaciones sindicales ponen énfasis en que son, ante todo, tabajadores y por eso mismo no aceptan la colegiación sino que defienden la sindicalización.
En la Argentina la Federación Argentina de Trabajadores de Prensa (FATPREN) lleva décadas discutiendo esto y muchas veces sostuvo que en realiadad la colegiación es promovida por las patronales para que sus empleados no se sincdialicen.
Una de las diferencias centrales que se señala desde el sindicalismo es que los colegios no pueden discutir paritarias y --por lo tanto-- los colegiados tendrían que acordar individualmente las condiciones de vida y trabajo, lo que se daría en una marco de enorme desigualdad.

## Comportamientos ilícitos
La Declaración de Principios de Conducta de los Periodistas considera como grave ofensa profesional varios comportamientos ilícitos como son el plagio, la distorsión maliciosa, la calumnia, injuria, libelo, acusaciones infundadas y la aceptación de sobornos en cualquier forma por publicar o suprimir determinada información.
Otro de los ejemplos alude a la ética de la práctica del robo de informaciones por parte del periodista. En general, los documentos españoles que hacen referencia a la ética periodística reiteran la necesidad de conseguir la información por métodos lícitos. Algunos se refieren además a que esos métodos deben ser honestos o dignos. Están de esta forma intentando cubrir por la vía de lo moral lo que pueden ser lagunas importantes en las diferentes legislaciones. Precisamente en este momento, existen no pocos vacíos legales en lo referido a la difusión de datos y obras completas a través de las autopistas de la información, y muchas voces se han alzado ya pidiendo una legislación de aplicación internacional sobre la materia.
Se plantea otro problema cuando la información difundida se basa en datos que han sido ofrecidos por la fuente con la condición de que no se hagan públicos. Es decir, cuando se viola lo que se conoce como un off the record. Los códigos deontológicos suelen referirse expresamente a estas informaciones y piden siempre que se respete la confidencialidad, aunque algunos matizan que el off the record queda sin validez si otra fuente da la misma información sin imponer restricción alguna. Lo que la fuente no puede hacer nunca es secuestrar la información por la vía de darla off the record a los periodistas. De ahí que algunas veces, cuando los periodistas sospechan que puede haber alguna intención de este tipo tras una confidencia, se lancen a intentar confirmarla por otras vías, para poder difundirla sin romper norma deontológica alguna.
En este aspecto también es de relevante importancia el secreto profesional periodístico, una garantía reconocida en España que da a la fuente el derecho a no ser revelada su identidad. Sin embargo, hay que considerar que según el Código Deontológico de la FAPE Archivado el 2 de junio de 2013 en Wayback Machine., si la información que ha revelado dicha fuente pone en peligro la vida de las personas o se demuestra que está ha falseado su contenido de forma consciente, el periodista está en la obligación de no reservar la confidencialidad de la fuente.
El estatuto del diario generalista El País se refiere también a otra materia: la copia de información o imágenes de otros medios. Y lo hace en términos muy tajantes: "Es inmoral apropiarse de noticias de paternidad ajena" (art. 1.20). Apreciación que se completa con ésta: "La aparición en otro periódico, antes que en el propio, de informaciones de importancia no es motivo para dejar de publicarlas o para negarles la valoración que merecen" (art. 1.19).
La inmediatez informativa, la exclusividad y la exigencia de la difusión lo más pronto posible de las noticias motiva buena parte de los comportamientos que se sitúan al margen de la legalidad.
El tratamiento de la información por parte de los medios de comunicación según el autor Alberto Moncada, radica no tanto en suministrar información y entretenimiento a sus clientelas cuanto en vender a los anunciantes sus lectores y audiencias. Eso explica la preponderancia actual del entretenimiento, el hecho de que noticias, comentarios y programas tiendan a ser de carácter ligero. Esta realidad presenta un comportamiento profesional comunicativo vinculado a un determinado interés ajeno a motivos puramente comunicacionales.
La educación, manipulación y entretenimiento se encuentran en manos de oligopolios de distintos perfiles en el ejercicio informativo y son susceptibles de las más diversas manipulaciones al servicio de los intereses que las patrocinan o apetecen. La tendencia a la comercialización, la concentración y la transnacionalización de los medios de comunicación, los hacen formar parte de un entramado económico de un mercado globalizado en el que el poder financiero impone sus dictados.
Según Mario Alfredo Cantarero, en la página web Sala de Prensa, una web para profesionales de los medios de comunicación iberoamericanos, advierte de los peligros del plagio en los medios de comunicación. Bajo el título de El "refrito" o plagio en los medios de comunicación Mario Alfredo aborda el tema de forma contundente. Para él, el problema reside en no citar las fuentes usadas. En sus propias palabras: "Los medios de comunicación en El Salvador, cuando producen la noticia y la distribuyen, utilizan información de fuentes documentales -escritas, audiovisuales o de internet-, suelen no citar las fuentes que han utilizado Sin duda, este mal no es exclusivo de los medios locales, se expresa internacionalmente. El problema, en el marco del desarrollo de las nuevas tecnologías y los enormes volúmenes de información a los que se tiene acceso, se ha extendido y complicado todavía más".
Alfredo Cantarero afirma que "editores, asociaciones de periodistas y medios de comunicación, están preocupados por atenuar el problema a través de una serie de disposiciones legales y éticas".
Para abordar el tema con claridad, Mario Alfredo da una definición de lo que es el plagio o "refrito": "Define el plagio como el acto de copiar en lo sustancial obras ajenas, dándolas como propias".
"Para la Federación Internacional de Periodistas (FIP), en su declaración de principios, adoptada en el congreso de Helsingor (Dinamarca), en junio de 1986, el plagio comparte rango de gravedad con otros comportamientos reprobables: la distorsión malintencionada; la calumnia, la maledicencia, la difamación, las acusaciones sin fundamento; la aceptación de alguna gratificación como consecuencia de la publicación de una información o su supresión".
Pero, si tan grave es el plagio, ¿por qué son tan ineficaces las medidas legales?
Este es uno de los problemas que deberían plantearse los comunicadores en la actualidad. Abordarlo con contundencia y determinación, ya que tomar como propias obras ajenas es una muestra más de la falta de rigor periodístico en las informaciones que transmiten los medios de comunicación.
En Venezuela durante la marcha de la oposición hacia al palacio de Gobierno en abril de 2002, la cadena de televisión Venevisión grabó unas imágenes que se difundieron y se repitieron muchas veces en la televisión nacional e internacional. La noticia que difundieron los medios de comunicación narraba los hechos de esta forma: ambas marchas se habían encontrado en el puente Llaguno (puente elevado, situado cerca del centro histórico de Caracas) y la marcha chavista disparó a sangre fría contra la marcha opositora; todos los muertos serían de la oposición.
Estas imágenes causaron un gran impacto en la opinión internacional, el mismo gobierno de España, a través de la agencia EFE y la Agencia Española de Cooperación Internacional, otorgó el 28 de noviembre de 2002 el premio Internacional de Periodismo Rey de España al reportero Luis Alfonso Fernández, quien realizó el reportaje.
En julio de 2003, Fernández afirmó en un juicio que el vídeo transmitido por Venevisión el 11 de abril no era veraz, que fue manipulado para dar a entender que así habían ocurrido los hechos. En diciembre de ese mismo año, se dictó una sentencia que absolvió de toda responsabilidad a quienes estaban en el puente Llaguno y habían sido acusadas de disparar contra los manifestantes de la oposición. En esa misma sentencia se afirmó que el vídeo de Venevisión había sido manipulado.

## Autorregulación periodística
La autorregulación periodística puede llegar a ser un instrumento de defensa de las libertades de expresión e información, especialmente en temas políticos.
Podríamos recordar la teoría de la responsabilidad social de la prensa referida por Siebert, Peterson, y Sharamm en 1973:
“El poder y la casi monopólica posición de los medios impone en éstos la obligación de ser socialmente responsables, de ver que todas las voces son fielmente presentadas y que el público tiene suficiente información para decidir; y si los medios no asumen ellos mismos esa responsabilidad tal vez sería necesario que alguna dependencia pública la impusiera”
Existen en la actualidad muchas formas de autorregulación en las que la ética constituye el elemento clave que acompaña a cada una de ellas. La variedad de mecanismos de autorregulación ofrece los diferentes puntos de vista que cada profesional aporta. Así, la propia Federación Internacional de Periodistas (FIP), señala: “No hay un modelo único de autorregulación que pueda ser copiado en todo el mundo. Los periodistas en cada país deben trabajar juntos para establecer y revisar estándares comunes de ética y profesionalismo”.
En conclusión hay que poner el acento en la responsabilidad y cuidando su uso. El discurso del uso de la información debe estar acompañado de un discurso sobre el uso responsable de los medios de
comunicación.
La ética periodística que moldea la autorregulación se construye a partir del trabajo diario y a través de los casos prácticos que en cada momento se le presentan al periodista. No se trata, por tanto, de unas normas morales inamovibles en el tiempo.
Para la vigilancia del cumplimiento de los principios deontológicos que aseguren la libertad de expresión y el derecho a recibir información veraz, los medios de comunicación deben crear organismos o mecanismos de autocontrol. Estos deben estar integrados por editores, periodistas, asociaciones de ciudadanos usuarios de la comunicación, representantes de la Universidad y de los jueces.
La historia de los códigos de ética periodística corre paralela a la del siglo pasado. Los primeros antecedentes los encontramos en algunas de las declaraciones de principios que solían acompañar a la presentación de los primeros números de periódicos y revistas.A principios del siglo XX se aprobaron los primeros documentos de ese tipo en Estados Unidos y algunos países de Europa.Los códigos suponían un fenómeno aislado y minoritario por su escaso número y por el desconocimiento, no solo del gran público, sino también de muchos de los profesionales de los medios.
La Segunda Guerra Mundial supuso un punto de inflexión, marcando un cambio fundamental en la atención al fenómeno de la comunicación.
A mediados de la década de los ochenta, ya se puede decir que la gran mayoría de los países desarrollados contaban con un código de regulación periodística, aunque todavía quedara mucho camino por recorrer.
El caso español ocupa un lugar singular en el ámbito de la autorregulación periodística, ya que ha sido uno de los últimos países de Europa en contar con un código deontológico para esta profesión. Esta situación se debe a la dictadura franquista, durante la cual no tenía sentido hablar de autorregulación debido al uso represivo del control moral de la prensa ejercido durante este periodo. Sus efectos se prolongaron durante 15 años después, hasta que se aprobó en el primer "Código Deontológico de la Profesión Periodística"-, elaborado por la Federación de Asociaciones de Prensa de España, en la ciudad de Sevilla, en 1993.

### Funciones de la autorregulación
· Formular públicamente las normas éticas que deben guiar la actividad de los medios.
· Contribuir a que se den las condiciones laborales, profesionales y sociales que hagan posibles el cumplimiento normal de las exigencias éticas y deontológicas de nuestra profesión.
· Examinar, juzgar y poner en conocimiento de la opinión pública aquellos casos en los que no se produzca el cumplimiento de esas normas éticas vistas anteriormente para evitar en lo posible que se repitan.

## Códigos deontológicos
Los códigos deontológicos, denominados también de práctica o ética profesional, se presentan como documentos en los que se describen los diferentes criterios, normas y valores que formulan y asumen quienes llevan a cabo una actividad profesional. En el caso de los periodistas, el incremento de este tipo de textos viene muy condicionado por el intento de mejora en los criterios que la "mirada instrumental" y la mercantilización imponen a la información.
Entre las ventajas de estos documentos destacan la de elevar el reconocimiento público de una profesión; y el que entre los profesionales se conforme un compendio de valores y normas que se planteen como requisito necesario para el ejercicio de la tarea con la suficiente honradez. Por otro lado, las críticas más comunes hacen referencia a la generalidad de los criterios que se describen en los códigos y a la nula efectividad en su aplicación, sobre todo por la imposibilidad de exigir su cumplimiento. El gran valor de los códigos radica en que surgen de la propia profesión, pero ahí se encuentra también su gran pega: no tienen el apoyo y la fuerza de las normas jurídicas, lo que hace que en la práctica no siempre se cumplan. Además, corre el peligro de percibirse como una mera defensa de la profesión ante su justificada falta de credibilidad.
Por otra parte los códigos deontológicos vienen de varias fuentes:
· Las empresas informativas establecen un código de conducta para sus trabajadores (no todas las empresas tienen establecido un código deontológico pero sí unos principios fundacionales donde queda reflejada su ideología y cómo debe realizarse su ejercicio).
· Los organismos nacionales o supranacionales (como la FAPE o la SEP − Sociedad Española de Periodistas. En el caso europeo sería el Consejo de Europa el cual, como organismo supranacional, tendría su código deontológico para los periodistas que voluntariamente se han adscrito al consejo)
· Los organismos gremiales (como asociaciones periodísticas. CPC − Código Deontológico del Colegio de Periodistas de Cataluña. Se auto impuso de forma voluntaria)
· La voluntad conjunta, esto es, un grupo de periodistas preocupados por una situación determinada se reúnen, deciden que una situación no puede continuar de una determinada manera y, ellos mismos, establecen un auto código de regulación al que se comprometen a respetar libremente.
España ha sido uno de los últimos en incorporarse al grupo de los países con códigos deontológicos. El primero redactado por un colectivo profesional de la comunicación fue promovido por el Colegio de Periodistas de Cataluña, aunque ya existían otras iniciativas como el de la revista Actualidad Económica, o el de la Asociación de Periodistas de Información Económica, APIE. El Grupo Correo adoptó un código propio el 24 de abril de 1994. El 4 de enero de 1995 se aprobaba también un código ético en Radiotelevisión de Andalucía. Uno de los últimos códigos aprobados ha sido el de Antena 3.

### Figuras de control de los códigos deontológicos
El texto de los diferentes códigos deontológicos viene acompañado de un conjunto de órganos que se crean en el interior del medio de comunicación para dar validez y garantías de cumplimiento de los valores incluidos en estos. Además, la creación de estos mecanismos sirve para conectar a los profesionales de la información con la opinión pública. Se procede a abrir una comunicación entre periodistas y audiencia que dé credibilidad por parte de los primeros sobre los principios aprobados en los códigos; y facilite, para los segundos, el acercamiento, la crítica y la valoración de una profesión muchas veces alejada y mitificada.
Los principales órganos de control del quehacer informativo dentro del medio de comunicación y de contacto con la ciudadanía son: la figura del defensor del lector o telespectador (el ombudsman), el consejo de prensa y el libro de estilo. Los tres acompañan al código deontológico en su labor de autorregulación de la profesión periodística, y lo hacen dotando a esta actividad de nuevos sistemas de control que pretenden perfilar la labor del profesional de la información.

## La libertad de expresión y la libertad de información
En ocasiones se hace complicado distinguir ambas libertades, puesto que el objeto es el mismo: comunicar "algo"; y es precisamente ese "algo" lo que las distingue. El derecho a expresarse libremente es uno de los más fundamentales, ya que es esencial para luchar por el respeto y promoción de todos los demás derechos humanos. Por tanto, la libertad de expresión se refiere a materias opinables, mientras que la libertad de información son hechos noticiables. El mayor contenido institucional que tendría el derecho a la información también es una característica que las distingue, si bien es cierto que las dos son indispensables para la formación de una opinión pública libre.
La libertad de información es, por tanto, el derecho a recibir información y la potestad que tiene todo el mundo para poder difundir información. Y la libertad de expresión, por su parte, es el derecho a manifestar opiniones. Esta libertad de expresión tiene dos niveles cualitativamente diferentes:
a) La función de informar sobre un hecho real, que sea de interés público y que transmita un mensaje veraz. Aunque cumpla los otros dos requisitos, si el propio mensaje no es veraz, es imposible que sea informativo.
b) La función de opinar es tan importante como la libertad de información, porque de nada valdría ésta si luego no hay una opinión al respecto de la misma. Opinar es emitir juicios de valor individuales y subjetivos. La libertad de opinar es muy importante para el mantenimiento de la democracia, ya que sin ella no se podrían llevar a cabo dignamente los derechos humanos.

### Límites al ejercicio de las libertades de expresión e información
Los casos que más controversia crean dentro de la regulación de la deontología profesional son aquellos en los que se alude a la libertad de expresión e información. En este sentido, este derecho se ve limitado normalmente en su aplicación por tres aspectos: el derecho al honor, a la intimidad y a la propia imagen. En términos jurídicos, la libertad de expresión y de información quedan protegidas por el artículo 20 de la Constitución Española de 1978, que reconoce y protege los derechos a expresar y difundir libremente los pensamientos, ideas y opiniones mediante cualquier forma o medio de difusión. Además, garantiza la posibilidad de comunicar y recibir libremente información veraz. También lo vemos en la Declaración Universal de los Derechos Humanos (10-12-1948), en su artículo 19, nos dice: "Todo individuo tiene derecho a la libertad de opinión y de expresión; este derecho incluye el de no ser molestado a causa de sus opiniones, el de investigar y recibir informaciones y opiniones y el de difundirlas, sin limitación de fronteras, por cualquier medio de expresión". Sin embargo, el ejercicio de estas libertades no es absoluto. Según el artículo 20.4 de la Constitución, la libertad de expresión y de información tienen su límite en el respeto a los derechos reconocidos en el Título 1, en los preceptos de las leyes que lo desarrollen y, especialmente, en el derecho al honor, a la intimidad, a la propia imagen y a la protección de la juventud y de la infancia. Todos ellos son Derechos Fundamentales recogidos en la Constitución Española.
El Derecho al honor, la intimidad y la propia imagen surgen a finales del Siglo XIX y son llamados "personalismos". Aunque el ordenamiento jurídico español no los reconoce hasta entonces, ya se manifestaban a través del Código Civil, que reconoce el principio de responsabilidad extracontractual (responsabilidad de reparación): “Quien causare un daño a otro está obligado a reparar el daño causado.” También pueden encontrase manifestaciones en el Código Penal por delitos de injurias y calumnias.
El derecho al honor, a la intimidad y a la propia imagen se reconocen como Derechos Fundamentales y como fundamento del orden y de la paz social. Se trata de derechos inalienables, irrenunciables e imprescriptibles, un valor, por lo que en caso de colisión con el derecho a la libertad de expresión y de información, prevalecerán los primeros por tratarse de Derechos Fundamentales.Una mención aparte merece la protección de la juventud y la infancia en su relación con los medios de comunicación.

#### Derecho al Honor
Es uno de los derechos personales amparados por la Constitución española de 1978. Definido como "aquel derecho que tiene toda persona a su buena imagen, nombre y reputación, de tal forma que todos tengan derecho a que se les respete, dentro de una esfera personal cualquiera que sea su trayectoria vital, siendo un derecho único e irrenunciable propio de todo ser humano".
El derecho al honor es un concepto ambiguo, por lo que la labor de los jueces es de una enorme importancia a la hora de determinar los daños causados en este ámbito. Protege que la estima ajena que cada persona debe tener éste en el lugar que corresponde, de acuerdo a los actos que ha cometido. El Tribunal Constitucional expone en la Sentencia 223 de 1992 que el derecho al honor es un concepto lábil y fluido, cambiante y dependiente de las normas, valores e ideas sociales vigentes en cada momento.
Dimensiones que nos aproximan al honor:
- Dimensión subjetiva: sería el sometimiento de estimación que una persona tiene de sí misma en relación con la conciencia de su propia dignidad moral. Desde este punto de vista, toda persona tiene honor por el solo hecho de ser persona, y este honor es igual para todos. Se atenta contra dicho honor cuando de alguna manera se le niega su dignidad de persona. Una de las formas más extendidas de atentar contra el honor universal es la discriminación.
- Dimensión objetiva: la reputación, el buen nombre o la fama que goza una persona ante los demás.

La sociedad que rodea al individuo realiza una valoración de las conductas personales. La adecuada valoración social de los méritos de una persona es lo que normalmente se denomina “honra”. Por su carácter de adecuada, solo puede ser una, y a ella tiene derecho todo hombre.Por otro lado, la opinión que la gente se forma de una persona es lo que se conoce en como “fama o reputación”, que esta menos definida ya que puede ser adecuada, universal... puesto que el derecho a opinar y a comunicar la opinión está por encima de la fama.

##### Criterios para determinar en qué medida se afecta al honor de las personas
1. Según la forma y el contexto en que se enmarca la intromisión. El Tribunal Constitucional considera desde la Sentencia de 1990 que cualquier palabra puede ser o no injuriosa cuando se contrasta dentro del contexto en que se enmarca.
2. Si el derecho al honor incluye también el derecho al prestigio profesional, a la fama o a la consideración social.
3. Si se produce una discriminación racial o contra la dignidad humana.

Para que exista intromisión se debe producir una imputación de hechos falsos. Si esos hechos son verdaderos y tienen interés general, la imputación queda protegida por el derecho a la información. Además, existen dos casos más en los que la intromisión a la honorabilidad de un sujeto no se considera atentado contra el propio derecho:
1. Hay determinados círculos sociales en los que informar acerca de que no se ha cumplido la ley no se considera atentado contra el derecho al honor.
2. Cuando se trate de calificativos innatos de una persona, como las preferencias sexuales o la raza.

#### Derecho a la intimidad personal y familiar
Por "intimidad personal" se entiende el derecho de cualquier persona para reservarse una esfera de la vida propia como secreta e intangible frente a los demás. Además comprendería la capacidad para evitar la manipulación e instrumentalización: derecho a no ser molestado; derecho a participar y controlar las manifestaciones que afecten a esa dimensión propia.

##### Formas de intromisión en la intimidad
Intromisiones ilegítimas: Queda prohibido el uso de cualquier aparato de grabación con la intención de invadir la vida íntima de las personas. Así, queda prohibido publicar fotografías tomadas a hurtadillas en la casa de alguien sin su consentimiento. Igualmente ilegal es publicar correspondencia, las cartas privadas son inviolables. La divulgación de hechos de la vida privada de una persona o su familia así como la difusión de contenidos de cartas, memorias y otros textos de carácter íntimo, también son consideradas intromisiones ilegítimas. No se pueden revelar datos privados de una persona o familiar conocidos a través de la actividad profesional (esto es, mi compañero de redacción no puede revelar a los medios lo que yo ganó al mes porque pertenece a mi vida privada). Tampoco pueden revelarse datos sobre la información de una persona, ni siquiera los médicos, salvo que cuenten con una autorización de la persona afectada. La utilización del nombre, la voz o la imagen de una persona con fines publicitarios o comerciales tampoco está autorizada sin su permiso considerándose una intromisión ilegítima. Por último, se considera también intromisión ilegítima, la imputación de hechos o la manifestación de juicios de valor a través de acciones o expresiones que de cualquier modo lesionen la dignidad de otra persona, menoscabando su fama o atentando contra su propia estimación.
En el artículo 7 de la Ley Orgánica de protección civil se distinguen varias formas de vulneración de la intimidad:
1. Mediante la divulgación de hechos relativos a la vida privada de una persona que afecte a su reputación, así como la revelación del contenido de cartas, memorias, etc.
2. Mediante la revelación de datos privados de una persona conocidos a través de la actividad profesional (médico, abogado...) de quien los revela. Esto supone además una traición de la confianza.

#### Derecho a la propia imagen
También hay una ausencia de definición legal por iguales motivos que en el honor y la intimidad, porque se trata de derechos lábiles, fluctuables y complejos. Alude a la reproducción de la imagen que, afectando a la esfera personal del titular, no lesionan ni el buen nombre ni la difusión de la vida íntima. Lo fundamental es que en la reproducción de la imagen la persona titular del derecho sea reconocible.
Como es sabido, en el artículo 18.1 de la Constitución se recogen tres derechos fundamentales, el relativo a la propia imagen es el que tarda más en adquirir un reconocimiento independiente ya que históricamente aparece unido al honor o a la intimidad, como una mera manifestación de los mismos. Pero es el propio texto constitucional la mejor garantía para proclamar la autonomía del derecho a la propia imagen, corroborado explícitamente en el artículo 18.1, y establecido específicamente como uno de los límites de las libertades de expresión e información. La Ley Orgánica 1/82 también relaciona la propia imagen con el derecho a la intimidad en alguno de los supuestos del artículo 7.5, establece la posibilidad de intromisión ilegítima en su ámbito exclusivo en el artículo 7.6. Por tanto, a pesar de que no debe identificarse el derecho a la propia imagen con el derecho a la intimidad y a la vida privada, tampoco puede establecerse una separación absoluta entre ellos.
La Ley Orgánica 1 de 1982, en los artículos 7.5 y 8.2, establece tres excepciones en las que el derecho a la propia imagen no se protege:
1. Su captación, reproducción o publicación cuando se trate de personas que ejerzan un cargo público o una profesión de notoriedad y la imagen se capte durante un acto público o en lugares abiertos a la gente (esto atañe a la gente famosa, a los VIP...).
2. La utilización de la caricatura de dichas personas, de acuerdo con el uso social.
3. La información gráfica de un suceso o acontecimiento público cuando la imagen de una persona determinada aparezca como meramente accesoria (esto es, que esa persona no sea la protagonista del hecho noticioso). Por ejemplo, últimamente en las fotos en las que aparecen coches que se ve perfectamente la matrícula y no tienen nada que ver con la noticia se suele difuminar esta. En las personas deben taparse las caras de la gente que aparece por casualidad en la foto o en la grabación para proteger su intimidad.
4. Los casos propuestos en los apartados a y b no serán de aplicación respecto a autoridades o personas que desempeñan funciones que por su naturaleza necesiten el anonimato de la persona que las ejerza, como por ejemplo, un guarda espaldas.

### La protección de la juventud y la infancia
La protección de los menores constituye un derecho fundamental reconocido en la Constitución Española. En su artículo 39.4, el texto señala que “los niños gozarán de la protección prevista en los acuerdos internacionales que velan por sus derechos”.
Frente a la libertad de información se pueden dar dos situaciones: cuando el niño en concreto es objeto de información, que puede aparecer un conflicto de derechos, o cuando la información es dirigida al niño, donde puede aparecer un conflicto entre el derecho fundamental y un interés común.
1. Cuando el menor concreto es objeto de información. Puede surgir un conflicto entre el libre desarrollo de la persona y el derecho a la información. Se exige, como mínimo, que el menor no sea identificado. En este caso suele prevalecer la protección a la infancia sobre la libertad de expresión.
2. Cuando el menor es destinatario de las informaciones, desde publicaciones generales hasta anuncios de tabaco o alcohol. Aquí hablamos del derecho a informar a causa de un interés general.

De este mandato derivan las diferentes legislaciones específicas sobre la protección del menor existentes en nuestro país. Es el caso de la Ley de protección jurídica del menor (Ley Orgánica 1/1996), que, en su artículo 4.3, considera que se vulneran los derechos del menor cuando se hace un uso "de su imagen o su nombre en los medios de comunicación que pueda implicar menoscabo de su honra o reputación". Asimismo, el artículo 5.3 establece que las Administraciones públicas "velarán porque los medios de comunicación en sus mensajes dirigidos a menores promuevan los valores de igualdad, solidaridad y respeto a los demás, eviten imágenes de violencia, explotación en las relaciones interpersonales o que reflejen un trato degradante o sexista."
Los preceptos constitucionales mencionados anteriormente también orientan la defensa de los menores en sus relaciones con los medios de comunicación, que hasta el momento se ha desarrollado fundamentalmente en el ámbito audiovisual y, más concretamente, en el ámbito televisivo.
La protección de los menores en relación a la televisión queda armonizada a nivel europeo en la Directiva 89/552/CEE, conocida como la Directiva de la Televisión sin Fronteras. En relación a los contenidos televisivos no publicitarios la ley establece: la prohibición de emitir aquellos programas, escenas o mensajes de cualquier tipo que puedan perjudicar “seriamente” el desarrollo, físico, mental o moral de los menores (Art. 17.1); la limitación de emitir aquellos programas susceptibles de perjudicar el desarrollo físico, mental o moral de los menores únicamente entre las veintidós horas del día y las seis horas del día siguiente (Art. 17.2)

#### Código de Autorregulación sobre Contenidos Televisivos e Infancia
En el año 2004, Televisión Española, Telecinco, Antena 3 y Sogecable firmaban un acuerdo reconocido por el Gobierno en el que se comprometían a mejorar la eficacia de la protección de la infancia ante la televisión. El Código de Autorregulación sobre Contenidos Televisivos e Infancia contiene una serie de principios generales basados fundamentalmente en el artículo 39.4 de la Constitución Española (citado anteriormente) y en normas que ya están en vigor pero que están dispersas en varias regulaciones sobre infancia, juventud o protección al honor e intimidad. Su vigencia es indefinida. Se puede consultar y denunciar a través de su página web: 
El contenido del Código es aceptado por todas las televisiones adheridas y todas se comprometen a mantener una serie de disposiciones que hagan posible el buen cumplimento del acuerdo. De todas maneras, esto no significa que las televisiones pierdan sus propios códigos éticos internos o su línea editorial.
En el preámbulo del Código se hace especial hincapié en dos aspectos: la diferenciación entre juventud e infancia y la responsabilidad de los padres o tutores para con los menores que deben educar. Respecto a la diferenciación entre juventud e infancia, se deja claro que el público infantil son los menores de trece años y que hay que tener más cuidado con esta franja de edad.
Acerca de la responsabilidad de los padres y tutores, las televisiones firmantes aclaran que ellas solo pueden poner los medios para que se facilite la diferenciación de contenidos aptos y no aptos para juventud e infancia y comprometerse a un correcto uso de la responsabilidad que recae sobre ellos. Así, dejan claro que los encargados de la educación de los niños, en última instancia, son los padres y tutores y que ellos más que nadie tienen que velar porque el niño crezca según el respeto a los derechos fundamentales y se desarrolle como persona adulta.
Para asegurar que se cumplen los objetivos propuestos, el Código establece la creación de dos órganos. El primero y más importante será el Comité de Autorregulación. Este Comité está formado por las operadoras de televisión que suscriben el Código, productoras de contenidos televisivos y periodistas. Se encarga de intentar resolver las dudas de las operadoras de televisión respecto a la emisión de ciertos contenidos en la franja horaria en la que hay que tener un máximo respeto por el menor así como de tramitar las quejas de las asociaciones de padres, educadores, juventud e infancia, consumidores y usuarios… e intentar dar la mejor solución posible. El Comité de Autorregulación también se encarga de realizar informes periódicos que pasan al otro órgano principal creado para la ocasión: la Comisión Mixta de Seguimiento. Este órgano está formado por una representación paritaria de miembros del Comité de Autorregulación, miembros de organizaciones representativas de la sociedad civil relacionadas con el objeto del código. En el texto del Código se añade además que la Administración podrá estar presente, con voz pero sin voto, asumiendo la secretaría de la Comisión. Las funciones principales del órgano son velar por el correcto cumplimiento del Código y, entre muchas otras, realizar un informe anual sobre los resultados de aplicación del Código. Asimismo, colabora con el Comité de Autorregulación trasladándole las quejas y sugerencias que este segundo órgano no es capaz de tramitar por falta de tiempo.
En el Código se aborda el tema de la televisión digital ya que el 1 de enero de 2010 tendrá lugar el llamado “apagón analógico”. Se pondrá a disposición de los telespectadores sistemas de clasificación y filtrado basado en códigos personales de acceso, programas informáticos de bloqueo, guías electrónicas o directrices. Asimismo, otro de los temas importantes es el compromiso de las televisiones públicas. Las cadenas públicas que tengan más de un canal (como es el caso de TVE) se comprometen a que en las franjas de protección reforzada se emita, en la medida de lo posible, contenidos dirigidos al público infantil y si esto no fuera posible, programas para todos los públicos.
Por último, es bueno señalar los acuerdos, códigos o protocolos precedentes a éste para observar cómo ha cambiado la opinión de las cadenas sobre este tema a lo largo de los años. Expresados en el mismo Código, (punto I.) son los siguientes:
- Convenio sobre principios para la autorregulación de las cadenas de televisión en relación con determinados contenidos de su programación referidos a la protección de la infancia y la juventud formulado por el Ministerio de Educación y Ciencia, las Consejerías de Educación de las Comunidades Autónomas y las Cadenas de Televisión, firmado en marzo de 1993
- Convenio por el que se establece un sistema uniforme de señalización de la clasificación de los programas de televisión en función de su grado de idoneidad para los menores, suscrito el 21 de octubre de 1999
- Convenio suscrito el 13 de junio de 2002, por Antena 3 Televisión, RTVE, Publiespaña-Tele 5, Sogecable, FORTA, la Asociación para la Autorregulación de la Comunicación Comercial (AUTOCONTROL), y la Asociación Española de Anunciantes
- Acuerdo para el fomento de la autorregulación de la actividad publicitaria en el medio televisivo de fecha 19 de diciembre de 2003, suscrito por la Secretaría de Estado de Telecomunicaciones y para la Sociedad de la Información y la Asociación para la Autorregulación de la Comunicación Comercial por el que se reconoce el Convenio citado en el anterior punto

### Relación del derecho al honor y la propia imagen con los códigos deontológicos
Analizando ambos derechos es imprescindible destacar unos artículos relacionados con el honor y a la propia imagen, que forman parte del código deontológico aprobado por el sindicato de periodista en marzo del 2000. Podemos encontrar el resto de artículos en el Código deontológico del periodista. Como artículos relevantes e imprescindibles en éstos derechos se destacan:
- Dentro de Los principios Fundamentales del código Deontológico
  - El artículo 3: información objetiva y rigurosa: Debe informarse con honradez imparcialidad, rigor y responsabilidad para que la ciudadanía pueda formarse su propia opinión.
  - El artículo 4: La verdad periodística.
- Dentro de Los derechos y deberes profesionales
  - El artículo 13: Respeto a la vida privada: Nos habla sobre el respeto a la intimidad en el trabajo periodístico, así como la identificación de los protagonista de la información que se publica en el caso de que se puedan causar daños morales tanto en la esfera personal como en el entorno familiar y social.
  - El artículo 14: La calumnia y la injuria: Ambas son incompatibles con el ejercicio de la profesión y constituyen el peor delito en el que podría incurrir el periodista. En todo momento el principio de presunción de inocencia debe respetarse mientras no haya sentencia en contra.
  - El artículo 15: Trato respetuoso: El insulto quedaría prohibido por la ética periodista y es imprescindible el trato respetuoso a los protagonistas de la información, sin dejarse influir con opiniones personales. El periodista debería evitar todo lenguaje discriminatorio ya sea por razón de raza, sexo, religión, opinión o cualquier otra condición y circunstancia.

## Códigos deontológicos particulares

### Declaración de la UNESCO de 1983
La Declaración de la Unesco de 1983 y la Resolución del Consejo de Europa de 1993 tienen una forma de obligar muy reducida, lo que correspondería al Derecho Internacional. La autorregulación debe entenderse como la producción de normas por sus propios destinatarios o, en rigor, por los representantes de estos. En nuestro ámbito, la tendencia de la mayoría aboga en favor de este modo de producción normativa. Resultará sin duda más eficaz un catálogo de deberes aceptado, aunque indirectamente, por la propia profesión, que uno impuesto de una forma unilateral por el Estado, del que tradicionalmente se desconfía.
Aquí habría que destacar los Principios Internacionales de la ética profesional del periodismo de la UNESCO, aprobados también en 1983 y creados como un estatuto de los periodistas. Sin embargo, se trata de una mera declaración, no una recomendación ni una decisión en sentido estricto.
1. El derecho del pueblo a una información verídica: El pueblo y las personas tienen el derecho a recibir una imagen objetiva de la realidad por medio de una información precisa y completa, y de expresarse libremente a través de los diversos medios de difusión de la cultura y la comunicación.
2. Adhesión del periodista a la realidad objetiva: La tarea primordial del periodista es la de servir el derecho a una información verídica y auténtica.
3. La responsabilidad social del periodista: El periodista es responsable no solo frente a los que dominan los medios de comunicación, sino, en último énfasis, frente al gran público, tomando en cuenta la diversidad de los intereses sociales.
4. La integridad profesional del periodista: El periodista tiene el derecho de abstenerse a trabajar en contra de sus convicciones así como de revelar sus fuentes. De otro lado, el periodista no podrá recibir ningún tipo de remuneración ilícita ni podrá promover intereses personales que sean contrarios al bien común de la sociedad.
5. Acceso y participación del público: El carácter de la profesión exige, por otra parte, que el periodista favorezca el acceso del público a la información y la participación del público en los medios, lo cual incluye la obligación de la corrección o la rectificación y el derecho de respuesta.
6. Respeto de la vida privada y de la dignidad del hombre: El respeto del derecho de las personas a la vida privada y a la dignidad humana, en conformidad con las disposiciones del derecho internacional y nacional.
7. Respeto del interés público: Las normas profesionales del periodista prescriben el respeto total de la comunidad nacional.
8. Respeto de los valores universales y la diversidad de las culturas: El verdadero periodista defiende los valores universales del humanismo.
9. La eliminación de la guerra y otras grandes plagas a las que la humanidad está confrontada: Aparte de su labor meramente profesional, el periodista nunca debe hacer apología del terrorismo, a favor de la guerra o de una carrera armamentística. El periodista, a diferencia de otras profesiones, tiene un compromiso ético que cumplir así como también la responsabilidad y la satisfacción de contribuir a la eliminación de la ignorancia y a promover la igualdad entre todos los pueblos e individuos sin distinción de raza, sexo, religión...

### Código Europeo de Deontología del Periodismo
Ante la ineficacia de la mayoría de los códigos de deontología, el Consejo de Europa como institución europea a quien compete la salvaguarda de los derechos fundamentales de la persona, aprobó en 1993 el denominado Código Europeo de Deontología del Periodismo como marco de referencia de autocontrol ético del periodismo para toda la Europa democrática.
El consejo de Europa toma decisiones sobre los temas que afectan a la ciudadanía Europea y es de carácter consultivo. A finales de los 80, ya se tocaba el tema de la telebasura y, en 1991, se puso manos a la obra para, dos años después, emitir la resolución 1003 sobre ética del periodismo del Consejo de Europa.( La Asamblea Parlamentaria del Consejo de Europa aprobó por unanimidad en Estrasburgo en 1993 una resolución que contemplaba algunos principios éticos del periodismo, que estimó que deberían ser aplicados en Europa.)
La actitud fundamental del Código no solo es establecer un catálogo de deberes a los periodistas, sino no juzgar a un periodista de forma independiente.
El periodismo se ejerce dentro de unos medios de comunicación que tienen una estructura empresarial. Las relaciones entre periodistas y empresarios es uno de los problemas más importantes así como la tendencia de estos medios a convertir sus contenidos, incluida la información, en una mercancía, o a realizar un papel de jueces dictando sentencias paralelas.
Otra reflexión previa del Consejo de Europa es que, a veces, los medios de comunicación pretenden ocupar funciones de Gobierno o ejercer el papel de la oposición de los partidos políticos o el papel de los jueces dictando sentencias paralelas.
En sus 38 artículos aborda una serie de cuestiones como reforzar el hecho de la idea de responsabilidad que tienen los periodistas al ejercer su profesión, ya que en los momentos actuales ésta es importante para crear la personalidad de los ciudadanos, por lo que se debe diferenciar bien entre noticias y opiniones para evitar confusiones. Las noticias deben estar regidas por los principios de veracidad e imparcialidad, diferenciándolas de los rumores y las opiniones, que aunque por ser objetivas no pueden exigirle veracidad, sí deben hacerse desde planteamientos honestos y éticos, sin ocultar o negar la realidad de datos o hechos.
El Consejo de Europa recoge, en su punto 35 que teniendo en cuenta la especial inferencia de los medios y, sobre todo, de la TV, en las actitudes de los niños y los jóvenes, debe tomarse la precaución de no difundir programas, mensajes o imágenes que glorifiquen la violencia, exploten el sexo o consumismo o utilicen un lenguaje deliberadamente inconveniente. En el punto anterior (34) asegura que cuando se trata de defender los valores democráticos, nadie debe permanecer neutral. A partir de aquí, en muchas organizaciones regionales y autonómicas se reconoce la potestad de crear consejos que los regulen, como es el caso del Consejo Audiovisual de Cataluña.
Cabe destacar también que el Código Europeo de Deontología del Periodismo ya hace referencia a las nuevas tecnologías en el artículo 17; estas nuevas tecnologías tienen una importancia creciente en las informaciones y comunicaciones que se realizan a través de los diferentes medios de comunicación que tienen una relevancia decisiva en el desarrollo social e individual de una sociedad moderna.
Además, en este Código del Consejo de Europa, se destaca el hecho de que los ciudadanos de los distintos Estados Miembros comparten cada vez en mayor medida los diferentes medios de comunicación en un espacio informativo europeo común.
En definitiva, este Código Europeo pretende, entre otros muchos de sus objetivos, que los distintos Estados del Consejo de Europa apliquen unos principios básicos comunes a todos estos países basados en la Resolución de 1993 acerca de la ética periodística.
Por otro lado añadir que el Consejo de Europa amplía la responsabilidad a tres bandas: editores, propietarios y periodistas. Por tanto la responsabilidad final es de los tres. Por ello, no solo hay que garantizar la libertad de los medios de comunicación, sino también salvaguardar la libertad en los medios de comunicación, evitando presiones internas.
Algunas resoluciones que recoge este código supranacional del Consejo de Europa son las siguientes:
- Los medios de comunicación asumen una responsabilidad moral respecto a los ciudadanos. Es necesario ponerla en relieve teniendo en cuenta la fuerza que tienen en una sociedad donde la información y la comunicación han alcanzado tales cotas de importancia.

- El principio básico desde el punto de vista ético de la información se basa en la diferenciación clara y nítida entre la información y la opinión.

- Las noticias deben difundirse respetando el principio de veracidad y deben exponerse con imparcialidad, exponiendo los hechos y que el lector saque sus opiniones.

- Si bien es cierto que en la expresión de opiniones, por ser subjetivas, no puede ni debe exigirse la veracidad, se debe exigir que las opiniones sean expresadas honesta y éticamente.

- Los medios de comunicación realizan una labor de mediación y de prestación del servicio de información y sus derechos están en función de los destinatarios, es decir, de los ciudadanos.

- El Consejo de Europa amplía la responsabilidad a tres bandas: editores, propietarios y periodistas. La

responsabilidad final es de los tres. Por ello, no solo hay que garantizar la libertad de los medios de
comunicación, sino también salvaguardar la libertad en los medios de comunicación, evitando
presiones internas.
- Las empresas informativas se deben considerar como empresas socioeconómicas especiales, cuyos objetivos empresariales deben estar limitados por las condiciones que deben hacer posible la

prestación de un derecho fundamental: el derecho a la libre circulación de ideas e informaciones.
- Debe existir transparencia plena en materia de propiedad (de las empresas informativas) y de gestión de los medios, permitiendo así a los ciudadanos conocer claramente la identidad de los propietarios y el nivel de su participación económica en los mismos.

- En el seno de la empresa informativa deben coexistir esos tres elementos, teniendo en cuenta que el respeto legítimo de los periodistas por parte de los empresarios queda limitado por exigencias insoslayables: la veracidad de las noticias y la ética de las opiniones.

- Ni los editores ni los propietarios ni los periodistas deben considerarse dueños de la información. En la prensa informativa no debe tratarse la información como una mercancía, sino como un derecho

fundamental de los ciudadano. Ni la calidad ni el sentido de la opiniones deben ser empleadas con el objetivo de aumentar la audiencia y, con él, de los ingresos.
- Asegurar el tratamiento ético de la información exige que sus destinatarios sean considerados como personas y no como masa.

- El periodismo no debe alterar la información veraz e imparcial ni las opiniones honestas ni explotarlas con propósitos de los medios, con la intención de crear o dar forma a la opinión pública.

### Federación de Asociaciones de Periodistas Españoles
El Código Deontológico Archivado el 2 de junio de 2013 en Wayback Machine. de la profesión periodística de la Federación de Asociaciones de Periodistas Españoles (FAPE), aprobado por su Asamblea Extraordinaria de Sevilla en 1993, es el documento de deontología periodística más importante en nuestro país. En su preámbulo se señala que en el marco de las libertades civiles de la Constitución, la actividad periodística es clave en el desarrollo de los derechos fundamentales sobre la libre información y expresión de ideas. Sin embargo, también se expresa que se ha de tener en cuenta que esta actividad está sometida a límites, aquellos que impiden la vulneración de otros derechos fundamentales. Por su modo de aprobación, el Código responde plenamente a rasgos propios de la llamada autorregulación.

### Asociación Española de la Prensa Gratuita
En febrero del 2001, fue constituida la AEPG, (Asociación Española de la Prensa Gratuita) asociación con la voluntad de ser el interlocutor válido de un colectivo que, desde hace muchos años tiene fuerte organización en el país y goza de gran difusión y aprobación por parte de toda la población.
Entre los fines de la Asociación se incluyen, la representación, gestión y defensa de los intereses económico-sociales, empresariales y profesionales colectivos de los asociados.
El código de normas deontológicas de las publicaciones de prensa gratuita, compilado por la A.E.P.G, es creado con el compromiso de adoptarlo como norma de trabajo en el ámbito de todas las prensas asociadas y de todos los que intervienen en estas publicaciones (anunciantes, agencias de publicidad, diseñadores, proveedores, etc.) con la finalidad de:
-Fomentar unas buenas relaciones y una competencia legal entre las publicaciones que se dedican a la prensa gratuita, tanto entre ellas mismas como en relación con otros medios publicitarios y periodísticos que se presentan.
-Fomentar un aumento del sentido de la responsabilidad con los lectores, en tanto que posibles consumidores de los productos o servicios que se publiciten y sobre los cuales se difunde información.
-Contrarrestar los posibles abusos de la publicidad cuando ésta no esté conforme a las normas o a las costumbres establecidas.
-Cohesionar el sector de la prensa gratuita y potenciar la vía de la asociacionismo para conseguir los objetivos de este sector.
En relación con la actividad periodística
No es un código de periodistas, porque la AEPG acepta cumplir el contenido de su código deontológico, ni de publicistas, porque este sector también tiene normas específicas. Se trata de un código propio destinado a un tipo de publicaciones en las que se armonicen las tres actividades: editora, periodística y publicitaria.
Con el objetivo de conseguir unas habilidades fluidas y evitar conflictos con el resto de colectivos se deberán tener en cuenta los siguientes criterios:
-La libertad de expresión y el derecho de información son derechos fundamentales recogidos en la Constitución Española. Estos derechos prevalecerán siempre que no entren en contradicción con el respeto a la intimidad de las personas.
-Estas publicaciones, y los periodistas que en ellas trabajan, guardarán el secreto profesional, respetando las fuentes de información y las confidencias. No revelarán los nombres de los informantes a no ser que haya autorización judicial.
-Están prohibidas las calumnias, las acusaciones, las difamaciones, las injurias y los plagios.
-Estas publicaciones están obligadas a rectificar lo más pronto posible cualquier información errónea o inexacta, así como conceder el derecho de réplica, rectificación o respuesta a toda persona que los solicite.
-Los periodistas y editores salvaguardarán el derecho natural que tiene toda persona a su intimidad, vida privada, personal y familiar.
-El derecho a la libertad de información y de expresión del periodista comprende también el derecho al comentario y a la crítica.
-Los periodistas y las publicaciones no mostrarán ninguna discriminación entre personas por razón de raza, color, sexo, religión, opinión pública, origen nacional, etc. Se mantendrá siempre el respeto constitucional a la presunción de inocencia.
-En el ejercicio de su profesión, los periodistas no podrán hacer publicidad ni propaganda de ninguna actividad relacionada con intereses personales o comerciales.
-En la redacción de artículos se respetará el derecho de autor y se mencionarán las fuentes de información. El periodista es responsable moral de todo lo que publica.
-Siempre que sea posible, el periodista deberá comprobar la veracidad de sus fuentes de información. Las noticias, informes y rumores sin confirmar han de presentarse claramente como tales. El periodista debe dejar clara la diferencia entre lo que es una noticia y lo que es su comentario (opinión o interpretación) para evitar confusiones.

### Código Deontológico del Colegio de Periodistas de Cataluña
El Colegio de Periodistas de Cataluña y el Consejo Consultivo de la entidad, han coincidido en la necesidad de promover una iniciativa colectiva de la profesión periodística, encaminada a reafirmar los derechos de la libertad de expresión y de información y a defender la existencia de una Prensa libre y responsable en el marco de una sociedad plural y democrática. Esta propuesta pretende estimular la reflexión y la crítica colectiva para una mejor relación entre la Prensa y la sociedad, a la que se dirige y sirve.
Con esta finalidad, se invita a las entidades y a los profesionales del ámbito de la información y comunicación a reafirmar los principios deontológicos que sustentan la actividad periodística, suscribiendo y asumiendo voluntariamente los criterios recogidos en la declaración.

#### Introducción
La libertad de expresión y el derecho a la información son dos fundamentos sustanciales de la sociedad democrática. Ambos son derechos recogidos y amparados por la Constitución.
La garantía de los derechos de los ciudadanos requiere la defensa de una Prensa libre, plural, crítica y abierta a la sociedad a la que sirve. La importancia de la función social que presta el periodista a través de los medios de comunicación, exige salvaguardar permanentemente los principios de cualquier intento de restricción o coacción procedente de toda forma de poder, así como de su posible degradación.
Los profesionales de la información deben desarrollar su función atendiendo al doble compromiso de la responsabilidad derivada de su importante tarea y del mandato de su propia conciencia, de acuerdo con el ordenamiento constitucional y los principios deontológicos de la profesión periodística.
Para mantener con plenitud estos principios, el periodista debe defender y aplicar rigurosamente las normas en que se basa su actividad, atendiendo a unos criterios.

#### Criterios
Observar siempre una clara distinción entre hechos y opiniones o interpretaciones, evitando toda confusión o distorsión deliberada de ambas cosas.
Difundir únicamente informaciones fundamentadas, evitando afirmaciones o datos imprecisos, sin base suficiente, que puedan lesionar o menospreciar la dignidad de las personas provocando un daño o descrédito injustificado a instituciones o entidades públicas o privadas, así como la utilización de expresiones o calificativos injuriosos. Si un periodista constata que una entidad hace algo malo y lo publica el periodista no tiene ninguna culpa de nada, la responsabilidad de los actos recae sobre la empresa.
Rectificar con diligencia y con tratamiento adecuado a la circunstancia, las informaciones y las opiniones que se deriven de ellas cuya falsedad haya sido demostrada y que resulten perjudiciales para los derechos o intereses legítimos de las personas y organismos afectados. La ley de derecho de rectificación, de 1984, establece que el periódico puede publicar algo erróneo que afecte a una persona; esta persona puede dirigirse al periódico y pedir que rectifique la información. Si el periódico no rectifica esta información, la persona puede recurrir ante los tribunales.
Utilizar métodos dignos para obtener información o imágenes, sin recurrir a procedimientos ilíctos. Esto es, evitando las cámaras espía, los maletines que se abren automáticamente y se activa una grabadora... Nada de cámara oculta. Igualmente, hace falta el
consentimiento de un juez para interceptar la correspondencia o intervenir líneas telefónicas.
Respetar el off the record cuando éste haya sido expresamente invocado, de acuerdo con la práctica usual de esta normal. MATIZ: Hay que cumplirlo cuando haya sido expresamente invocado. No se debe romper jamás esa confidencialidad.
Reconocer a las personas individuales y jurídicas su derecho a no proporcionar información ni responder preguntas, sin perjuicio del deber de los periodistas de atender al derecho de los ciudadanos a la información.Nadie tiene la obligación de responder a las preguntas de un periodista.
No aceptar nunca retribuciones o gratificaciones de terceros, para promover, orientar, influir o haber publicado informaciones u opiniones.
No utilizar nunca en beneficio propio informaciones privilegiadas obtenidas de forma confidencial como periodistas en ejercicio de su función informativa.
Respetar el derecho de las personas a su propia intimidad e imagen.Especialmente en casos o circunstancias que generen situaciones de aflicción o dolor.
Observar escrupulosamente el principio de presunción de inocencia en las informaciones y opiniones relativas a causas o procedimientos penales en curso.
Tratar con especial cuidado toda información que afecte a menores, evitando difundir su identificación cuando aparezcan como víctimas, testigos o inculpados en causas criminales. También se evitará identificar contra su voluntad a las personas próximas o parientes inocentes de acusados o convictos en procedimientos penales.
Actuar con especial responsabilidad y rigor en el caso de informaciones u opiniones con contenidos que puedan suscitar discriminaciones por razones de sexo, raza, creencia o extracción social y cultural, así como incitar al uso de la violencia evitando expresiones o testimonios vejatorios o lesivos para la condición personal de los individuos y su integridad física y moral.

#### Declaración final
Los periodistas tienen que disponer de los medios e instrumentos imprescindibles para poder desarrollar su actividad con plena independencia, libertad, iniciativa y sentido de la responsabilidad. En este sentido, los profesionales deberán estar amparados por la cláusula de conciencia y el secreto profesional.
Se considera necesario el establecimiento de los estatutos de redacción, como instrumento más adecuado para delimitar sus derechos y deberes en las empresas y para conseguir una mayor transparencia en el ejercicio de su función ante los ciudadanos.
Las entidades y organizaciones profesionales deberán velar por la buena imagen de la profesión periodística, procurando evitar las prácticas abusivas y corruptivas que contravengan los principios elementales de la ética del periodismo.
Además, habría que considerar la constitución de un organismo arbitral, representativo, plural e independiente de los poderes públicos, que atendiese de forma permanente esta función.

#### Polémica suscitada con este Código Deontológico
La creación y puesta en marcha del Código Deontológico del Colegio de Periodistas de Cataluña no ha estado exenta de polémica. Muchos colegas de profesión han acusado a este conjunto de informadores de estar sometidos al poder de turno en la comunidad autónoma catalana; este sería el hecho que explicaría, según este grupo de periodistas, que el Colegio de Periodistas de Cataluña no haya denunciado algunos casos candentes en la política catalana como el cobro de comisiones o el desastre del barrio del Carmelo.
Por su parte, el Colegio de Periodistas de Cataluña emitió un comunicado para criticar la línea editorial de determinados medios de carácter nacional, acusándoles de perseguir medios políticos y económicos e incluso llegando a asegurar que esos medios no realizan periodismo.
La dependencia en muchos casos entre la política y el periodismo, así como el clima tenso que se respira en la vida pública española en las últimas fechas, ha hecho que se multipliquen las discusiones y desavenencias también dentro de la propia profesión periodística.

## Deontología periodística e Internet
El correcto ejercicio de la actividad profesional periodística y sus limitaciones en el campo de la moral se han visto alterados por la entrada en escena de la publicación de informaciones en Internet. La explosión de contenidos en el soporte digital ha propiciado la consolidación de los usuarios como los nuevos protagonistas mediáticos. Esto ha provocado la aparición de informaciones poco fiables y sin contrastar, que en muchas ocasiones incumplen las normas del código deontológico que los periodistas acogen en su profesión.
Internet es un medio muy polémico porque en torno a él y a su actividad existen muchas controversias, particularmente en el campo periodístico. Al haber tanta cantidad de posibilidades y formas de escribir y poder ser "creador de información"; mediante los blogs, foros, el llamado periodismo 2.0... los "verdaderos" periodistas (o, al menos, licenciados) quieren reivindicar su posición. Ya que en el mundo de Internet falta control y unas normas o códigos deontológicos a seguir, de forma específica en este medio cada vez más usado y socializado.
Así, mientras que las versiones digitales de los periódicos tradicionales siguen utilizando las mismas normas morales que en papel, los internautas publican todo tipo de textos informativos sin someterse a ningún tipo de regulación. No existen en la actualidad medios efectivos para ordenar las publicaciones en Internet.
El marco tradicional de la actividad informativa ha entrado en crisis con la progresiva implantación de la Sociedad de la Información. Los medios de comunicación tradicionales han dejado de ser el único intermediario informativo entre los organismos públicos, las organizaciones privadas y los ciudadanos. Por lo tanto, los periodistas han dejado de ser los únicos individuos con posibilidad de informar. Actualmente, las comunicaciones se establecen entre ciudadanos de diferentes estados, sujetos a diferentes jurisdicciones legales, a diferentes valores éticos, a diferentes referentes culturales.
Todo esto complica la aplicación real de unas autorregulaciones y unos códigos deontológicos que siempre han estado envueltos de controversia, incluso en el seno de la profesión periodística.
A pesar de contar además con los ya existentes Código Ético de Protección de Datos en Internet de la Asociación Española de Comercio Electrónico (AECE) impulsada en 1998 por treinta empresas españolas como El País, El Mundo, Círculo de Lectores, Grupo Recoletos, Planeta, Retevisión o la Sociedad General de Autores de España (SGAE), promovido para solventar problemas como la propiedad intelectual de las marcas o la protección de derechos de autor entre otros aspectos por diversas entidades españolas coma la Asociación de Autocontrol de la Publicidad (AAP) o la Agencia de Protección de Datos (APD), y el Código Ético de la Publicidad en Internet (enlace roto disponible en Internet Archive; véase el historial, la primera versión y la última). de la AAP aprobado el 14 de abril de 1999, englobados ambos códigos en el reciente Código Ético de Comercio Electrónico y Publicidad Interactiva presentado en 2002.
Si se considera importante para el desarrollo de la actividad periodística en el futuro la asunción de un Código Deontológico, se hace necesario adaptar los actuales aspectos e integralos en el nuevo contexto informativo.
Los códigos deontológicos tradicionales de la profesión periodística inciden en los siguientes aspectos:
1. Aceptación explícita del código deontológico
Para que este apartado sea efectivo es imprescindible disponer de una identidad certificada, una garantía para el receptor de la información que quien firma estos contenidos es un sujeto real, identificado y avalado por una tercera parte. En el periodismo tradicional esta identidad y existencia real viene avalada por el medio que contrata el periodista y/o por una asociación profesional. En la red son necesarias más garantías. De la misma forma que el comercio electrónico requiere de servidores seguros, posiblemente la comunicación digital requerirá de informadores seguros y organizaciones de certificación periodística.
2. El periodista debe explicar la verdad
La labor convencional de los periodistas suele encontrarse limitada cuando se trata de ejercer su profesión de una forma correcta. Contrastar y ampliar información, otorgar derecho de réplica o acudir a varias fuentes son recomendaciones periodísticas que, habitualmente, se encuentran con limitaciones de espacio y tiempo en las redacciones de los medios. El periodismo electrónico de por sí no puede asegurar más tiempo al periodista para elaborar sus informaciones, pero sí le permite disponer de todo el espacio que requiera para documentarlas además de un factor temporal más flexible a la hora de añadir contenidos tales como ampliación de información, comentarios de lectores, réplica de fuentes, etc.
3. El periodista debe respetar a las fuentes y a los sujetos de la información
La libertad de información del periodismo tradicional se ve ampliada con respecto al resto de la ciudadanía en determinados casos en los que ésta entra en conflicto con otros derechos fundamentales (derecho del honor, de la intimidad, de la propia imagen, así como derechos específicos para la infancia y la juventud). Otro aspecto es el trato especial en la relación entre periodistas y fuentes como el derecho al secreto profesional. La esencia de estos derechos no varía por el hecho de estar trabajando en un medio digital, pero la difusión internacional de los contenidos informativos pone en juego multitud de apreciaciones éticas y legislaciones sobre el honor, la intimidad y el carácter público de las personas.
4. El periodista no debe mezclar información y opinión
Los periodistas representan uno de los cauces de información más importantes hacia la ciudadanía. La gran mayoría de los libros de estilo de los medios marcan una clara distinción entre información y opinión, incluso la legislación deja claro que la libertad de información y la libertad de expresión no deben confundirse. Si los medios mezclan información objetiva con información subjetiva están condicionando la veracidad de la misma y, por tanto, limitando la libertad de los ciudadanos.
Pero en un contexto de abundancia de información, uno de los papeles del periodista digital es precisamente el de seleccionar y priorizar información. Por lo que la opinión del informador pasa de ser un elemento secundario al motivo principal por el cual los lectores acuden a él.
5. El periodista no debe mezclar información y publicidad
Partiendo de la raíz de las Ciencias de la Comunicación, se considera que la información y la publicidad son elementos diferentes. Los profesionales del sector perciben a la publicidad como el factor que hace rentable el negocio de la comunicación.
En la red esta distinción es mucho más complicada debido a varios factores:
- En la mayoría de publicaciones electrónicas los lectores no pagan por obtener la información, por lo que los ingresos provienen completamente de la publicidad. Esto afecta a los profesionales de los medios ya que obtienen sus salarios de anunciantes que pueden imponer presiones sobre lo publicado.
- Los medios en Internet han visto crecer una tendencia a partir de la cual los productos comerciales se han convertido en fuente de información. Esto hace, en muchos casos, harto complicado diferenciar información de publicidad.
6. Los periodistas deben respetar los derechos de autor
La facilidad para copiar informaciones de otro usuario y la dificultad para pedir responsabilidades ha provocado la aparición de asociaciones como Creative Commons, una organización sin ánimo de lucro que ofrece un sistema flexible para proteger las obras intelectuales de los internautas, desde "todos los derechos reservados" a "sin ningún derecho reservado".
Ética peridística en relaión cn ética empresarial
Sin embargo las posibilidades de Internet han sabido usarse en favor de la ética y la deontología periodística.
Bajo el nombre "Comunicación y ética en la empresa y los medios de comunicación", ADC Dircom, la APM y ESADE, han creado un espacio para analizar los conflictos de la moral periodística en relación con la ética empresarial.
El director del Departamento de Ciencias Sociales de ESADE, Ángel Castiñeira, subrayó que los conflictos éticos en el mundo de la comunicación están en el núcleo de la propia actividad poniendo en cuestión los valores que defienden los códigos éticos. Para el experto, los nuevos horizontes éticos de la comunicación están haciendo que cada vez sea más urgente la necesidad de plantear cierta regulación.
Como principales problemas que impide el desarrollo de un periodismo moral (entendiendo esto como basado en veracidad, credibilidad, objetividad, etc ) puede destacarse, como indica Fernando González Urbaneja, presidente de la APM, es el alineamiento político de los medios de comunicación, que hace muy previsible la información y reduce el espacio a la información propiamente dicha.

### Internet y la libertad de Prensa
Es cierto que con la numerosa proliferación de contenidos digitales en la Web es más difícil llevar a cabo una regulación periodística correcta. En muchas ocasiones no se cumplen los códigos deóntológicos profesionales, pero también hay que señalar que son numerosas las ventajas que presenta este nuevo y cada vez más consolidado medio.
La versatilidad y las múltiples posibilidades de acceso que posee Internet la hacen más democrática, pero a la vez más vulnerable. Se ha convertido en el medio con menor protección hacia colectivos de alta sensibilidad como menores de edad, minorías étnicas, sexuales, etc. Ante la proliferación de contenidos conflictivos en la Red, se abre de nuevo la histórica dialéctica entre los que se muestran convencidos del establecimiento de una censura real para la Red, y los que creen que si se acotan las temáticas se limita la libertad de expresión.
WECKER y ADENEY afirman que la situación de los contenidos en Internet es sensiblemente diferente a otras fuera de la Red porque es más complejo de controlar tanto el material publicado, como su distribución.
La información en la Red es, por tanto, una nueva realidad que no podemos obviar: llega a infinidad de lugares y personas en unos segundos. Esto es algo que podría resultar beneficioso para la sociedad, sin embargo, se registran numerosos casos en los que se viola la libertad de prensa.
Internet es uno de los medios más vulnerables a la privación de libertad a la hora de informar.
Javier Villarte señala, desde la página del Observatorio para la Cibersociedad, que "de todos los derechos que los ciudadanos de cualquier país deben tener asegurados y protegidos en internet, el derecho a la libre expresión y el derecho a la intimidad y la privacidad personales son los más fundamentales. Si la libertad de expresión y la privacidad no estuvieran garantizadas en el ciberespacio, podríamos decir rotundamente que hemos fracasado".
Sería conveniente exponer aquí los recientes datos que conciernen al pasado 2007 con respecto a la libertad de prensa en todo el mundo. Según esta organización, 37 blogueros han sido detenidos, 21 periodistas que trabajan para medios digitales han sido agredidos y 2.676 sitios cerrados o suspendidos. Se señala, en particular, casos concretos como China, Birmania o Siria. La mayoría de los sitios cerrados eran foros de discusión. Un ejemplo importante es del conflicto en Birmania con los monjes el pasado octubre de 2007, donde la Junta Militar de Rangún intentó acabar con el flujo informativo que salía del país vía Internet, cortando simplemente el acceso a la Red.
"Ahora, en algunos países Internet se censura tanto como la prensa tradicional. China es el mayor censor de la Web del planeta. La ciberpolicía da muestras de un celo inquietante antes de cada evento político de envergadura. En 2007 los censores se mostraron más activos en el transcurso de los meses que precedieron el inicio del Congreso del Partido Comunista Chino. Hicieron inaccesibles alrededor de 2.500 sitios y blogs, gran número de los cuales eran de naturaleza política".

## La comunicación en clave Norte-Sur
El etnocentrismo de los medios hace que los países menos privilegiados sean ignorados, excepto cuando son noticia por guerras o calamidades naturales (ABIL-TARBUSH, 2002). Una de las principales características de la comunicación globalizada que transmiten los mass media es la construcción de una actualidad parcial que aborda la realidad de una forma sesgada, y habitualmente desde parámetros del Norte.
En la mayoría de los casos, el periodista es la primera víctima de una información que le llega desde el otro lado del planeta, por medio de grandes agencias, y que es incapaz de contrastar.

### Estereotipos de la información sobre el Sur
Sánchez Noriega (1997) afirma que una de las funciones que cumple los medios de comunicación es la de ser “mecanismo de percepción del mundo, esto es, del conjunto de la realidad exterior al individuo, prolongaciones de los sentidos humanos por los que percibimos el exterior (McLuhan), empresas de concienciación (Masterman), constructores de la realidad social (Berger y Luhmann), etc, que tienen como cometido proporcionar las bases sobre las que los grupos y clases construyen ‘las imágenes’ de las vidas, significados, actividades y valores de otros grupos y sobre las que la sociedad puede captarse como conjunto coherente (Stuart Hall)”.
Para DAYAN y KATZ, los medios crean sus propias redes sociales, atomizando y diseñando la propia estructura social. Los acontecimientos se desarraigan porque suceden lejos del telespectador y se convierten en platós de Hollywood.
Uno de los errores éticos en el que más incurren los profesionales de la comunicación al mostrar el Sur es el excesivo amarillismo y espectacularidad con el que tratan muchas de las situaciones.
La información en tiempos de guerra está habitualmente alejada de criterios de libertad de expresión y de independencia, y más cercana a la propaganda. La existencia de enormes presiones, pero también de un continuo desprecio por la deontología informativa y su utilización partidista, ponen frecuentemente en peligro principios básicos del periodismo.

### Informar sobre conflictos
Uno de los problemas en la información de los conflictos modernos es la existencia de los pools. El pool no es solo un reagrupamiento técnico de profesionales motivado por cuestiones de seguridad, sino un medio de control basado en la selección ideológica. Durante la primera Guerra del Golfo, la Federación Internacional de Periodistas denunció el funcionamiento de los pools por su violación manifiesta de la libertad de prensa, ya que se bloquearon informaciones importantes y el sistema discriminaba a periodistas que no eran americanos ni británicos.
A raíz de esta polémica, se insistió en que el principio básico de toda información debía ser la veracidad, así como se incidió en la necesidad de separar entre información y opinión a la hora de publicar una información.
Las opiniones vertidas por un profesional de la información deben realizarse siempre desde la honestidad y la ética sin ocultarse, en ningún caso, la realidad de los hechos ni los datos.

### Transmisión de valores sociales: la comunicación de los movimientos sociales
La capacidad que poseen los medios de comunicación par transmitir diferentes valores a la ciudadanía es muy importante. El uso que se haga por parte de los profesionales de los medios de esa posibilidad va a depender de la estrategia concreta que se haya planteado la empresa de comunicación. El interés de los responsables del medio es canalizar esa transmisión y, sobre todo, la convicción moral de todos los profesionales que se encuentran insertos en el proceso comunicativo y son conscientes de su responsabilidad social.
Los retos de la información sobre el Sur tienen un largo camino por delante que recorrer, y en especial la de aquellos profesionales que están empleados en la difusión de valores como solidaridad, libertad, justicia, respeto de los derechos humanos...
Sin embargo, ningún profesional de los medios queda exento de manejar estos valores en su quehacer diario.

## Deontología profesional periodística en otros países
Introducción
En Europa existen varios ejemplos de códigos de deontología en diferentes países; sin embargo, han quedado reducidos en la práctica a simples declaraciones de principios de buena voluntad por su contenido muy genérico y por carecer de mecanismos de autocontrol eficaces al no estar apoyados desde las empresas informáticas. Solo en muy pocos países europeos existe la tradición de consejos de prensa u órganos eficaces de autocontrol ético, principalmente en Suecia y Gran Bretaña. La buena voluntad de algunos medios de dotarse individualmente de figuras como defensores del lector, del espectador, etc., tienen en todo caso un efecto muy limitado.
Carta de Deberes Profesionales de los Periodistas Franceses
En julio de 1918 se firmó en París la Carta de Deberes Profesionales de los Periodistas Franceses, en ella se adjudica al periodista la total responsabilidad de sus escritos, incluso si estos son anónimos. La calumnia, las acusaciones sin pruebas o la alteración de documentos son contrarias a lo dictado en esta carta por el Sindicato de Periodistas Franceses al igual que advierte de la obligación de poner a disposición judicial si se observase un hecho de tal magnitud. Este texto fue revisado totalmente en 1939 y en la actualidad sigue en vigor.
En Francia cada medio acostumbra a tener su propio código deontológico. Los delitos y las faltas cometidas se atienen a lo establecido en el Código Penal y en las leyes civiles.
Códigos deontológicos del periodista latinoamericano
En el seno de las naciones unidas se ha trabajado en la preparación de un proyecto de Código de Ética Periodística de alcance universal. El primer Congreso Latinoamericano de Periodistas, celebrado en México D.F., en junio de 1976, acordó adoptar como suyo el proyecto anterior, con algunas modificaciones que le parecieron convenientes. En diversos países las organizaciones de profesionales del periodismo han elaborado reglas nacionales sobre ética profesional.
Código deontológico venezolano
El colegio Nacional de Periodistas de Venezuela tiene un Código de Ética del periodista venezolano que aplica a sus miembros conforme a lo prevenido en el art. 29 de la Ley de Ejercicio del Periodismo de 1972.
Todos estos códigos de ética periodística tienden a evitar la intervención de la ley común y de los tribunales ordinarios dentro de las actividades periodísticas. Así lo recomienda expresamente la Conferencia de Juristas Nórdicos, la cual confía más en una disciplina auto impuesta por las propias organizaciones profesionales. Así se dispone también en el proyecto de Código de Ética Periodística elaborado en el seno de las Naciones Unidas, en donde se establece que las reglas de ese código se basan en el principio de que la responsabilidad de asegurar la fiel observancia de la ética profesional recae en quienes se dedican a la profesión y no en ningún gobierno. Este mismo principio pasa al Art. v. Del proyecto de los periodistas latinoamericanos. La idea cuenta con aceptación de algunos estudiosos.
La ley venezolana sobre ejercicio del periodismo señala varias violaciones de ética profesional en el ordinal 1º de su Art. 30:
• Incurrir voluntariamente en errores de hecho en sus informaciones
• Adulterar intencionalmente las opiniones y declaraciones de terceros
• Negarse a rectifica debidamente los errores de hecho en que haya podido incurrir al reportar sobre personas, sucesos o declaraciones
• Adulterar o tergiversa intencionalmente las informaciones con el objeto de causar daño o perjuicio moral a terceros
• Apartarse deliberadamente de la objetividad en las informaciones sobre personas y sucesos
Todas estas disposiciones miran únicamente a la verdad de la publicación y descuidan los demás aspectos, entre ellos el del respeto a la vida privada. El Art. 5 del Código de Ética del Periodista Venezolana dispone en su frase final: “el periodista solo podrá informa de la vida privada aquello que sea de importancia para los interés de la colectividad”; además el Art. 8, prohíbe elaborar material informativo cuya divulgación o publicación resulte denigrante o humillante para la condición humana y el uso de técnicas amarillistas.
También en estos proyectos y códigos éticos se incluyen normas que tienden a preservar la verdad y la objetividad de la información. Pero hay poco interés en ellos por precisar situaciones de conveniencia pública que pueden imponer restricciones a la información.
Colegio de Periodistas de Chile
El Colegio de Periodistas de Chile nació por ley, como corporación de derecho público y orden profesional, el 11 de julio de 1956, y desde su creación, ha jugado un importante rol en la sociedad, representando ante el país y el mundo a todos aquellos periodistas que trabajan en los medios y/o desarrollan labores de comunicación social, convirtiéndose en un interlocutor válido frente a las autoridades públicas y los entes privados.
El Colegio de Periodistas de Chile ha creado un Cçodigo Deontológico basado en tres partes principales: el periodista, el periodista con respecto a los ciudadanos y el periodista en el medio de comunicación. Este Código de Ética fue aprobado por el Congreso Nacional Extraordinario del 26 de enero de 1994, bajo el mandato del Consejo Nacional
Este colegio de periodistas ofrece garantía a los profesionales chilenos y guarda por la calidad de la información que llega a los ciudadanos de la sociedad chilena. Han elaborado importantes informes sobre el estado de la información en chile en diferentes años, la verdad en los medios de comunicación chilenos, o la legislación chilena: Ley de Prensa y otras leyes relacionadas con la profesión periodística. Aquí podemos acceder a algunos de esos estudios: https://web.archive.org/web/20071229063419/http://www.colegiodeperiodistas.cl/index.php?thtml=interes_general
Código deontológico italiano
El ejercicio del periodismo en Italia está regulado por ley desde 1963. Dicha ley fue instituida por La Orden de los Periodistas, corporación en la que deben estar inscritos todos los profesionales. Esta asociación cuenta con un código deontológico propio del cual el Gobierno, a través de la ley anteriormente mencionada, garantiza la aplicación de sus puntos más importantes.
Código deontológico británico
La prensa británica está autorregulada a través de un código ético que intenta equilibrar la obligación de proteger los derechos del individuo y el derecho del público a ser informado. La Comisión de Quejas de la Prensa (PCC) se encarga de la supervisión de su cumplimiento y posee la facultad de imponer sanciones. En 1990, el Consejo de la Prensa (PC) británico, un organismo de afiliación voluntaria que vela por el mantenimiento de los estándares de la información periodística, formuló un código de conducta profesional para los informadores. Los periódicos no deben publicar deliberada o imprudentemente inexactitudes destinadas a engañar o crear falsas impresiones, dice el primero de los 16 puntos del código.

## Deontología profesional periodística en la actualidad
Actualmente, el debate sobre la ética en periodismo se encuentra latente de una forma muy significativa en la creación de documentales que cuentan historias personales, por lo general muy conocidas. En estos casos podemos encontrar por ejemplo, documentales que muestran cómo fue el asesinato de una persona y la investigación que hubo detrás, aprovechando el tirón mediático que proporcionan estas historias y el sufrimiento de los más desfavorecidos en esa narrativa. Muchos son los que opinan que lucrarse con el sufrimiento ajeno no es ético, ni muchas veces periodístico. Sin embargo muchos autores sostienen que hoy en día, documentalismo  y  periodismo  están mucho  más  cerca  de lo que se pueda creer y que se conoce como periodismo de precisión.
Además, en el tema ético, no solo preocupa el documentalismo del sufrimiento, sino la cobertura incansable que se realiza en situaciones críticas. Estamos acostumbrados a ver en las noticias que si desaparece un niño, se entrevista a sus padres desconsolados; o si un fenómeno meteorológico sucede, se entrevista a aquellas personas que han perdido sus casas o a un familiar; si muere alguien famoso, se documenta el entierro y se entrevista a sus seres queridos. Todo ello lleva a preguntarse si realmente se cumple con la deontología periodística.

### Ejemplos de mala práxis periodística en la actualidad
Uno de los mayores escándalos de la prensa escrita costó la desaparición de News of the World. Esta desaparición fue debida al uso ilícito de algunos medios para conseguir exclusivas. El 7 de julio de 2011 James Murdoch anunció que debido a un escándalo de escuchas el periódico publicaría su última edición el 10 de julio. 
Estas escuchas fueron desde famosos a personas anónimas. Espiaron a actores como Jude Law, a víctimas de delitos y familiares de caídos en Afganistán e Irak. Esta polémica llegó a tratarse en el Parlamento británico. El premier David Cameron pidió una investigación pública. El líder de la oposición Ed Miliband reclamó además que la jefa editorial de News International y anterior directora de News of the World, Rebekah Brooks, renunciara. Este escándalo manchó a la prensa británica, algo que ellos ya temían que pudiera marcar un antes y un después. 

### Prensa rosa y la violación de intimidad de los famosos en España
A la hora de tratar o contar la vida de las personas famosas, los periodistas se empiezan a meter en un terreno pantanoso donde sus prácticas rozan la amoralidad, la intromisión en la vida privada y la ausencia absoluta de diligencia informativa. Es decir, hablamos de faltar a la verdad conscientemente, de incumplir los artículos 14 y 18 de la Constitución o hacer caso omiso a la total imparcialidad y transparencia.
Hablamos de ciertos elementos que eluden la presencia de ética o deontología profesional periodística:
- Dar cabida al rumor
- Faltar al off the record
- Grabar y fotografiar a personas en lugares pertenecientes a su esfera más íntima y privada
- Mostrar en sus imágenes el rostro de los menores relacionados con los personajes del corazón
- Aludir a personas con expresiones vejatorias o lesivas
- Faltar a la presunción de inocencia
- Facilitar datos de casos llevados por la Justicia en los que están relacionados rostros conocidos
- Conferir valor a informaciones cuya fuente es poco fiable
- Faltar al principio de la no revelación de sus fuentes
- Favorecer noticias falsas conscientemente
- No diferenciar entre el ejercicio de su profesión como periodistas y otras de carácter social que ponen de manifiesto algunos conflictos de intereses a la hora de informar (por ejemplo la organización de eventos o fiestas)

Muchos de estos elementos, amorales dentro de la profesión del periodismo, se observa nen unas reflexiones ofrecidas por Ana García Obregón en una entrevista conferida a El Mundo en 2004. Las declaraciones resumen cómo es un día cualquiera en su vida, con la sombra constante de reporteros y fotógrafos siempre a pie de calle. Existen sin duda decenas de ejemplos que sustenta la falta de ética y de un código deontológico personal y profesional entre ciertos periodistas del género. Uno de los que más han dado que hablar fue el de la ruptura sentimental entre la Duquesa de Montoro, Eugenia Martínez de Irujo y el torero Francisco Rivera Ordóñez.
Según Laura Soto, la prensa rosa o del corazón tiene los elementos, pero no los fundamentos de la especialización periodística. Con secciones en propiedad o formando parte de otras ya estandarizadas en los medios, difusión diaria, seguimiento de las informaciones, periodistas “especializados” en sacar a la luz situaciones, en muchos casos morbosas, que alimentan el amarillismo y el sensacionalismo, fuentes que aseguran la certeza de sus afirmaciones, un lenguaje muy particular, que no acaba de definirse, géneros periodísticos por doquier, (entrevistas, reportajes, noticias, crónicas o en el campo de los géneros de opinión, editoriales, artículos y columnas) y una temática con tintes románticos y de “glamour. “Su objetivo primario son las audiencias, antes cien por cien femeninas, ahora con un perfil de población mucho más equilibrado en géneros, clases sociales y niveles culturales”, añade Soto,
Actualmente, la parte ética del periodismo, en la que se encuentran voces reconocidas como la de Laura Soto, se hace las siguientes preguntas: ¿Es posible escapar hoy de la fuerza embaucadora de los programas del corazón? ¿se siguen por interés, por manipulación o con el objeto de poder ser críticos, no desde la teoría sino desde la práctica? ¿se atiende a la demanda del público o se impone con las mejores técnicas de la persuasión? ¿Es un modelo informativo propio de la sociedad de redes?
Según expone Soto en su artículo Prensa rosa: el juego sucio de periodistas y famosos, la última década el periodismo del corazón, especialmente el que se realiza y difunde por la televisión, comienza a desmarcarse de aquella prensa amena, divertida, blanca y ligera que tantos éxitos cosechase a través de las revistas especializadas a mediados de la pasada centuria. La periodista habla del giro espectacular de la crónica rosa actual hacia el puro amarillismo y la tan denostada telebasura empieza incluso a preocupar a los propios profesionales del género. “El intrusismo periodístico y la nueva ola de personajes reinantes, así como la falta de ética personal o la omisión de las normas deontológicas, propician sin lugar a dudas ese periodismo soez y sensacionalista que lidera los índices de audiencia con total impunidad”, agrega Soto.
La mercantilización de los sentimientos forma parte importante de la cultura televisiva en la que estamos inmersos, y que se deriva de la cultura light que se impone con fuerza. Según comenta Laura Soto en su artículo Prensa rosa: el juego sucio de periodistas y famosos, “a la cultura light, para poder flotar, le sobra la sustancia, esa materia fundamental de la cual están formados todos los cuerpos. Y esa materia se llama, de otro modo: espíritu. El reinado de la banalidad no permite sustancia espiritual sino material”
Soto explica que, en la prensa del corazón, los responsables de las cadenas programan un tipo de contenidos superfluos que eliminan incluso con rapidez, desechando otros más acordes con el compromiso adquirido con la sociedad en su conjunto y con el ciudadano en particular que le obliga a cumplir con una determinada función social. “Sin miramientos de ningún tipo hacia un deber ético y moral, sin juicios morales, marcando la impronta en el beneficio de la empresa por encima de todo y de todos olvidando, por tanto, su función social primera para caer en el puro mercantilismo”, añade Soto.